# 2022-es labdarúgó-világbajnokság
A 2022-es labdarúgó-világbajnokság a 22. világbajnokság volt, amelyet a FIFA szervezett a tagországai férfi labdarúgó-válogatottjainak számára. A tornát Katar rendezte, a helyi időjárás miatt a szokásos időszaktól eltérően, november 20. és december 18. között. A rendező országról 2010. december 2-án döntött a Nemzetközi Labdarúgó-szövetség. Ugyanekkor döntöttek a 2018-as labdarúgó-világbajnokság helyszínéről is. A világbajnokság a selejtezőkkel együtt FIFA-rendezvénynek minősült és a FIFA szabályait alkalmazták a lebonyolítás során. Katar még soha nem szerepelt labdarúgó-világbajnokságon. Ez volt az első alkalom, hogy a világbajnokságot egy arab országban tartották, és 2002 óta az első, amelyet Ázsiában. Ez volt az utolsó világbajnokság, amelyen 32 csapat vett részt, 2026-ban 48-ra emelkedik a résztvevők száma. A világbajnokság nyitómérkőzését Katar és Ecuador játszotta, az Al Bayt Stadionban, míg a döntőt 2022. december 18-án rendezték a Loszaíli Nemzeti Stadionban. A címvédő Franciaország volt. A világbajnokságot Argentína nyerte. Az Argentína–Franciaország döntő hosszabbítás után 3–3-ra végződött, majd büntetőkkel a dél-amerikai válogatott nyert 4–2-re.
Több esetben is lehetett hallani korrupciós vádakat azzal kapcsolatban, hogy miért rendezheti Katar a tornát. Ennek ellenére a FIFA belső nyomozása nem talált problémát, de Michael J. Garcia fővizsgáló megjegyezte, hogy a jelentés sok helyen nem teljes. 2015. május 27-én svájci szövetségi ügyészek nyomozást indítottak a 2018-as és 2022-es pályázatokkal kapcsolatban, korrupció és pénzmosás vádjával. 2018-ban Sepp Blatter, a FIFA korábbi elnöke arra utalt, hogy a pályázatokkal foglalkozó bizottság csalt a rendező kiválasztásának folyamatában. Ezek mellett kritizálták még Katart a munkakörülményekért, amelyek közt a bevándorló munkásoknak dolgozniuk kellett. Különböző jelentések szerint több száz, vagy akár több ezer munkás is meghalhatott az építkezések alatt (ezek a munkások főleg Indiából és Nepálból származtak) és több esetben is az emberi jogok megsértését fedezték fel.

## Rendező
A rendezőről 2010. december 2-án döntött a Nemzetközi Labdarúgó-szövetség. Az öt pályázóról a végrehajtó bizottság 22 tagjának szavazatai döntöttek. A rendezés elnyeréséhez egy fordulóban meg kellett szerezni a szavazatok több mint 50%-át. Ha az adott fordulóban nem volt ilyen, akkor a legkevesebb szavazatot kapott pályázat kiesett, és új forduló következett. A szavazás után a végeredményt Joseph Blatter, a FIFA elnöke jelentette be Zürichben. Katar pályázata a legutolsó, negyedik fordulóban nyert az amerikai pályázattal szemben, ezzel elnyerte a 2022-es labdarúgó-világbajnokság rendezési jogát.
A szavazás eredménye
Az egyes fordulókban a legtöbb szavazat vastagítással kiemelve.
| Pályázat         | Forduló | Forduló | Forduló | Forduló |
| Pályázat         | 1       | 2       | 3       | 4       |
| ---------------- | ------- | ------- | ------- | ------- |
| Katar            | 11      | 10      | 11      | 14      |
| Egyesült Államok | 3       | 5       | 6       | 8       |
| Dél-Korea        | 4       | 5       | 5       | –       |
| Japán            | 3       | 2       | –       | –       |
| Ausztrália       | 1       | –       | –       | –       |

Katar a Közel-Kelet első országa lett, amely világbajnokságnak adhatott otthont. Az ország időeltolódása Magyarországhoz képest + 2 óra.
Katar egyre több sporteseményt rendez, 1993-ban volt az első Qatar ExxonMobil Open tenisztorna, az országban 1995-ben ifjúsági labdarúgó-világbajnokságot rendeztek. 2004 óta a MotoGP egyik futamát is itt tartják. 2011-ben itt rendezték Ázsia-kupát is. 2021 óta (2022 kivételével) pedig Formula–1-es versenyeknek is otthont ad az ország.
Katar a legkisebb ország, ami valaha világbajnokságot rendezett, megelőzve az 1954-es esemény házigazdáját, Svájcot. Az európai ország háromszor akkora, mint Katar, és csak 16 csapatnak kellett otthont adnia. Uruguay és Olaszország (az első két világbajnokság házigazdái), valamint Dél-Afrika után Katar lett a negyedik rendező, aki soha nem jutott ki a világbajnokságra, mielőtt megkapta volna a rendezési jogot. Ugyan mikor Japán megkapta a 2002-es világbajnokság rendezési jogát Dél-Koreával együtt 1996-ban, még nem jutottak ki egyszer sem, de ez 1998-ban sikerült a szigetország csapatának.
Egy nyomozás szerint Katar úgy próbált előnyt szerezni, hogy leszerződtették a CIA egy volt ügynökét, Kevin Chalkert, hogy kémkedjen a pályázatok után.

### Pályázatok
A 2018-as és a 2022-es labdarúgó-világbajnokság rendezésére is egyszerre kellett beadni a pályázatokat. A két vb rendezésére 2010. május 14-én összesen kilenc pályázatot nyújtottak be.
A 2022-es vb-re öten, az Egyesült Államok, Ausztrália, Japán, a Koreai Köztársaság és Katar adta be pályázatát.
A torna lebonyolításához legalább 12 stadion volt a követelmény. A pályázatban az edzőközpontok, szálláshelyek, biztonsági, egészségügyi megvalósításáról, és a világbajnokság lebonyolításáról szóló terveket is részletesen említeni kellett. A pályázóknak kormánygaranciát és a rendező városokkal kötött szerződéseket kellett bemutatniuk és pénzügyi tervet is készíteniük kellett.

## Helyszínek
A pályázat alatt, 2010 májusában mutatták be a 2022-es vb-re tervezett stadionok látványtervét. Összesen hét új stadiont építettek az eseményre. A stadionok a világbajnokság után kihasználatlanok lettek volna a körülbelül 2 800 000 fős országban, így az a döntés született, hogy a torna befejezése után a lelátók mobilelemeit szétbontják és olyan országoknak adják el, ahol a labdarúgás népszerűsége miatt a stadionok kihasználtak. Ezen országok a megvásárolt elemekből újra tudják építeni a stadionokat. A stadionokban a magas nyári hőséget úgy küszöbölték ki, hogy egy különleges eljárással (napenergiát használva hűtötték a levegőt a pálya és a lelátók felett) a stadionokban legfeljebb 27 fok volt a hőmérséklet.
A legtöbb mérkőzést a Loszaíli Nemzeti Stadionban rendezték, szám szerint tízet, a döntőt is beleértve. Az Al Bayt Stadionban kilenc meccset játszottak. Al-Hor kivételével minden mérkőzést Doha központjától maximum 32 kilométerre tartottak meg. Először a világbajnokságok történetében minden stadionban volt mérkőzés a kieséses szakaszban is.
Katar az alábbi 8 helyszínt jelölte meg a mérkőzések helyszíneiként:
| Loszaíl                                                                   | al-Hor                                                            | Doha                                 | Doha                                                 |
| ------------------------------------------------------------------------- | ----------------------------------------------------------------- | ------------------------------------ | ---------------------------------------------------- |
| Loszaíli Nemzeti Stadion                                                  | al-Bájt Stadion                                                   | 974 Stadion                          | al-Tumáma Stadion                                    |
| Férőhely: 80 000                                                          | Férőhely: 60 000                                                  | Férőhely: 40 000                     | Férőhely: 40 000                                     |
|                                                                           |                                                                   |                                      |                                                      |
| - 6 csoportmérkőzés - 1 nyolcaddöntő - 1 negyeddöntő - 1 elődöntő - döntő | - 6 csoportmérkőzés - 1 nyolcaddöntő - 1 negyeddöntő - 1 elődöntő | - 6 csoportmérkőzés - 1 nyolcaddöntő | - 6 csoportmérkőzés - 1 nyolcaddöntő - 1 negyeddöntő |
| Loszaíl Doha al-Hor al-Vakra al-Rajján                                    |                                                                   |                                      |                                                      |
| al-Rajján                                                                 | al-Rajján                                                         | al-Rajján                            | al-Vakra                                             |
| Halífa Nemzetközi Stadion                                                 | Egyetemvárosi Stadion                                             | Amád bin Ali Stadion                 | El-Dzsanúb Stadion                                   |
| Férőhely: 45 416                                                          | Férőhely: 45 350                                                  | Férőhely: 44 740                     | Férőhely: 40 000                                     |
|                                                                           |                                                                   |                                      |                                                      |
| - 6 csoportmérkőzés - 1 nyolcaddöntő - bronzmérkőzés                      | - 6 csoportmérkőzés - 1 nyolcaddöntő - 1 negyeddöntő              | - 6 csoportmérkőzés - 1 nyolcaddöntő | - 6 csoportmérkőzés - 1 nyolcaddöntő                 |

## Selejtezők
A hat kontinens labdarúgó-szövetségei mind a saját selejtezőiket rendezték a világbajnokságra. 211 FIFA-tag indult a különböző sorozatokban. Katar automatikusan kijutott, mint a torna rendezője, de ettől függetlenül részt kellett venniük az ázsiai selejtezők első két fordulóján, hiszen az a 2023-as Ázsia-kupa selejtezőjeként is funkcionált. Tekintve, hogy Katar megnyerte a csoportját, a világbajnoki selejtezőkben Libanon, az ötödik legjobb harmadik helyezett jutott tovább. A címvédő Franciaország is részt vett a selejtezőkön. Saint Lucia eredetileg részt vett a selejtezőkön, de visszalépett az első mérkőzés előtt. Észak-Korea a Covid19-pandémia miatt szintén visszalépett, de lejátszotta első két mérkőzését. Amerikai Szamoa és Szamoa is visszalépett az OFC-sorsolás előtt. Tonga a 2022-es Hunga Tonga–Hunga Haʻapai-kitörés és cunami után vetett véget szereplésének a selejtezőben. Covid19-esetek miatt Vanuatu és a Cook-szigetek is visszalépett.
A 32 csapatból, akik kijutottak a világbajnokságra, 24 ott volt a 2018-as oroszországi tornán is, és Katar az egyetlen, aki még nem szerepelt egyszer sem, amivel az első debütáló házigazda Olaszország 1934-es bemutatkozása óta. Ezzel a 2022-es világbajnokság az első, amelyikre nem jutott ki a selejtezőkön keresztül egyetlen újonc sem. Hollandia, Ecuador, Ghána, Kamerun és az Egyesült Államok egy torna kihagyása után tértek vissza a világbajnokságra, míg Kanada 36 év után szerepelt először. Wales európai csapatok között rekordhosszú idő után jutott ki ismét, 64 évet hagytak ki 1958 óta.
A négyszeres világbajnok és Európa-bajnoki címvédő Olaszország történetében először sorozatban két világbajnokságra nem tudott kijutni, ezúttal a pótselejtezőben estek ki Észak-Macedónia ellen. Az olaszok lettek az egyetlen korábbi bajnokok, akik nem tudtak kijutni. Az olasz válogatott a negyedik csapat Csehszlovákia (1978), Dánia (1994) és Görögország (2006) után, amelyik nem tudott kijutni a világbajnokságra azt követően, hogy Európa-bajnok lett. Az előző világbajnokság rendezőjét, Oroszországot eltiltották az indulástól, miután az orosz hadsereg bevonult Ukrajnába. Chile, a Copa América 2015-ös és 2016-os győztese sorozatban másodjára nem jutott ki. Nigéria Ghána ellen esett ki a selejtezők harmadik fordulójában, azt követően, hogy az utolsó hét világbajnokságból hatra kijutott. Egyiptom, Panama, Kolumbia, Peru, Izland és Svédország mind kijutottak a 2018-as tornára, de a 2022-esre már nem.
Részvételi jogok
| \| Kontinens \| Hely \| \| ------------------------------------------------------------------------------------------------------------------------------------------------------------------------------------------------------------------------------------- \| ------------------------------------------------------------------------------------------------------------- \| \| Európa \| 13 hely \| \| Afrika \| 5 hely \| \| Dél-Amerika \| 4 vagy 5 hely \| \| Ázsia \| 4 vagy 5 hely (Katar a rendező jogán automatikus résztvevője a világbajnokságnak, így összesen 5 vagy 6 hely) \| \| Észak-Amerika, Közép-Amerika és a Karib-térség \| 3 vagy 4 hely \| \| Óceánia \| 0 vagy 1 hely (nincs biztosított hely) \| \| Megjegyzés: A dél-amerikai 5., az ázsiai 5., az észak-amerikai 4. helyezettnek és az óceániai csoport győztesének interkontinentális pótselejtezőt kellett játszania. Ezeknek a mérkőzéseknek a párosítását sorsolással döntötték el. \| \| | |
| Kontinens | Hely |
| Európa | 13 hely |
| Afrika | 5 hely |
| Dél-Amerika | 4 vagy 5 hely                                                                                                 |
| Ázsia | 4 vagy 5 hely (Katar a rendező jogán automatikus résztvevője a világbajnokságnak, így összesen 5 vagy 6 hely) |
| Észak-Amerika, Közép-Amerika és a Karib-térség | 3 vagy 4 hely                                                                                                 |
| Óceánia | 0 vagy 1 hely (nincs biztosított hely)                                                                        |
| Megjegyzés: A dél-amerikai 5., az ázsiai 5., az észak-amerikai 4. helyezettnek és az óceániai csoport győztesének interkontinentális pótselejtezőt kellett játszania. Ezeknek a mérkőzéseknek a párosítását sorsolással döntötték el. | |

### Résztvevők
A rendező Katar automatikus résztvevője volt a világbajnokságnak.

A következő csapatok vettek részt a 2022-es labdarúgó-világbajnokságon:
A kvalifikáció megszerzésének sorrendjében. A "Világbajnoki részvétel" oszlop már tartalmazza a 2022-es labdarúgó-világbajnokságot is.
| Csapat           | Kvalifikáció módja                                       | Kvalifikáció időpontja | Világbajnoki részvétel | Utolsó részvétel | Legjobb eredmény                           |
| ---------------- | -------------------------------------------------------- | ---------------------- | ---------------------- | ---------------- | ------------------------------------------ |
| Katar            | Rendező                                                  | 2010. december 2.      | 1                      | –                | még nem vett részt vb-n                    |
| Németország      | UEFA, J csoport győztese                                 | 2021. október 11.      | 20                     | 2018             | Világbajnok (1954, 1974, 1990, 2014)       |
| Dánia            | UEFA, F csoport győztese                                 | 2021. október 12.      | 6                      | 2018             | Negyeddöntő (1998)                         |
| Brazília         | CONMEBOL, 1. helyezett                                   | 2021. november 11.     | 22                     | 2018             | Világbajnok (1958, 1962, 1970, 1994, 2002) |
| Franciaország    | UEFA, D csoport győztese                                 | 2021. november 13.     | 16                     | 2018             | Világbajnok (1998, 2018)                   |
| Belgium          | UEFA, E csoport győztese                                 | 2021. november 13.     | 14                     | 2018             | Bronzérmes (2018)                          |
| Horvátország     | UEFA, H csoport győztese                                 | 2021. november 14.     | 6                      | 2018             | Ezüstérmes (2018)                          |
| Spanyolország    | UEFA, B csoport győztese                                 | 2021. november 14.     | 16                     | 2018             | Világbajnok (2010)                         |
| Szerbia          | UEFA, A csoport győztese                                 | 2021. november 14.     | 13                     | 2018             | Negyedik hely (1930, 1962)                 |
| Anglia           | UEFA, I csoport győztese                                 | 2021. november 15.     | 16                     | 2018             | Világbajnok (1966)                         |
| Svájc            | UEFA, C csoport győztese                                 | 2021. november 15.     | 12                     | 2018             | Negyeddöntő (1934, 1938, 1954)             |
| Hollandia        | UEFA, G csoport győztese                                 | 2021. november 16.     | 11                     | 2014             | Ezüstérmes (1974, 1978, 2010)              |
| Argentína        | CONMEBOL, 2. helyezett                                   | 2021. november 16.     | 18                     | 2018             | Világbajnok (1978, 1986)                   |
| Irán             | AFC, 3. forduló, A csoport, 1. helyezett                 | 2022. január 27.       | 6                      | 2018             | Csoportkör (1978, 1998, 2006, 2014, 2018)  |
| Dél-Korea        | AFC, 3. forduló, A csoport, 2. helyezett                 | 2022. február 1.       | 11                     | 2018             | Negyedik hely (2002)                       |
| Japán            | AFC, 3. forduló, B csoport, 2. helyezett                 | 2022. március 24.      | 7                      | 2018             | Nyolcaddöntő (2002, 2010, 2018)            |
| Szaúd-Arábia     | AFC, 3. forduló, B csoport, 1. helyezett                 | 2022. március 24.      | 6                      | 2018             | Nyolcaddöntő (1994)                        |
| Ecuador          | CONMEBOL, 4. helyezett                                   | 2022. március 24.      | 4                      | 2014             | Nyolcaddöntő (2006)                        |
| Uruguay          | CONMEBOL, 3. helyezett                                   | 2022. március 24.      | 14                     | 2018             | Világbajnok (1930, 1950)                   |
| Kanada           | CONCACAF, 3. forduló, 1. helyezett                       | 2022. március 27.      | 2                      | 1986             | Csoportkör (1986)                          |
| Ghána            | CAF, 3. forduló, győztes                                 | 2022. március 29.      | 4                      | 2014             | Negyeddöntő (2010)                         |
| Szenegál         | CAF, 3. forduló, győztes                                 | 2022. március 29.      | 3                      | 2018             | Negyeddöntő (2002)                         |
| Portugália       | UEFA, pótselejtező, C ág győztese                        | 2022. március 29.      | 8                      | 2018             | Bronzérmes (1966)                          |
| Lengyelország    | UEFA, pótselejtező, B ág győztese                        | 2022. március 29.      | 9                      | 2018             | Bronzérmes (1974, 1982)                    |
| Tunézia          | CAF, 3. forduló, győztes                                 | 2022. március 29.      | 6                      | 2018             | Csoportkör (1978, 1998, 2002, 2006, 2018)  |
| Marokkó          | CAF, 3. forduló, győztes                                 | 2022. március 29.      | 6                      | 2018             | Nyolcaddöntő (1986)                        |
| Kamerun          | CAF, 3. forduló, győztes                                 | 2022. március 29.      | 8                      | 2014             | Negyeddöntő (1990)                         |
| Egyesült Államok | CONCACAF, 3. forduló, 3. helyezett                       | 2022. március 30.      | 11                     | 2014             | Bronzérmes (1930)                          |
| Mexikó           | CONCACAF, 3. forduló, 2. helyezett                       | 2022. március 30.      | 17                     | 2018             | Negyeddöntő (1970, 1986)                   |
| Wales            | UEFA, pótselejtező, A ág győztese                        | 2022. június 5.        | 2                      | 1958             | Negyeddöntő (1958)                         |
| Ausztrália       | Interkontinentális pótselejtező, AFC – CONMEBOL győztese | 2022. június 13.       | 6                      | 2018             | Nyolcaddöntő (2006)                        |
| Costa Rica       | Interkontinentális pótselejtező, CONCACAF – OFC győztese | 2022. június 14.       | 6                      | 2018             | Negyeddöntő (2014)                         |

Jegyzetek
1. ↑  Németország 1951 és 1990 között NSZK-ként, külön szerepelt az NDK-tól.
2. ↑  Szerbia 3. szereplése. A FIFA Szerbiát tekinti Jugoszlávia valamint Szerbia és Montenegró jogutódjának, akik összesen 10 alkalommal szerepeltek a világbajnokságokon.
3. ↑  1930-ban hivatalos bronzmérkőzés nem volt, az Egyesült Államok és Jugoszlávia is elvesztette az elődöntőt. Ugyanakkor a FIFA a jobb összesített eredmény alapján ebben a sorrendben rangsorolta a csapatokat.

## Sorsolás
A csoportkör sorsolását 2022. április 1-jén, helyi idő szerint 19 órakor (magyar idő szerint 18 órakor) tartották Dohában, még a selejtezők befejezése előtt. Az interkontinentális pótselejtező két győztese és az európai pótselejtező A ágának győztese nem volt ismert a sorsolás időpontjában.
A 32 csapatot négy kalapba sorolták be a 2022. március 31-i FIFA-világranglista alapján. Az 1. kalapba került Katar (amely automatikusan az A1 pozíciót kapta) és a legjobb hét csapat. A 2. és 3. kalapba a sorrendben következő nyolc–nyolc csapat került. A 4. kalapba került a világranglista szerinti öt legalacsonyabban rangsorolt csapat, valamint a két interkontinentális pótselejtező győztese és az európai pótselejtező A ágának győztese.
Azonos konföderációból két csapat nem kerülhetett azonos csoportba, kivéve az UEFA tagországait, melyekből legfeljebb kettő lehetett azonos csoportban. A kritériumok vonatkoztak a sorsolás időpontjában ismeretlen csapatokra is, a párosítások mindkét lehetséges győztesének konföderációja alapján. A sorsolást az 1. kalappal kezdték és a 4. kalappal fejezték be, mindegyik kisorsolt csapat a betűrend szerinti sorrendben az első lehetséges csoportba került. A csoportban lévő pozíciót sorsolták, de az 1. kalapban lévő csapatok az 1-es pozíciót kapták.
A kalapok a következők voltak (zárójelben a 2022. március 31-én kiadott FIFA-világranglista helyezések):
| 1. kalap | 2. kalap | 3. kalap | 4. kalap |
| --- | --- | --- | --- |
| Katar (51.) (rendező) · Brazília (1.) · Belgium (2.) · Franciaország (3.) · Argentína (4.) · Anglia (5.) · Spanyolország (6.) · Portugália (8.) | Mexikó (9.) · Hollandia (10.) · Dánia (11.) · Németország (12.) · Uruguay (13.) · Svájc (14.) · Egyesült Államok (15.) · Horvátország (16.) | Szenegál (20.) · Irán (21.) · Japán (23.) · Marokkó (24.) · Szerbia (25.) · Lengyelország (26.) · Dél-Korea (29.) · Tunézia (35.) | Kamerun (37.) · Kanada (38.) · Ecuador (46.) · Szaúd-Arábia (49.) · Ghána (60.) · UEFA, A ág győztese · AFC–CONMEBOL győztese · CONCACAF–OFC győztese |

## Pénzdíjazás
A világbajnokság 32 résztvevője között összesen 440 millió dollárt osztottak szét. Minden csapat 1,5 millió dollárt kapott a verseny előtt a felkészülési költségek fedezésére. Körönként a következők szerint alakult a díjazás:
| Csoportkör         | 9 millió dollár  |
| Nyolcaddöntő       | 13 millió dollár |
| Negyeddöntő        | 17 millió dollár |
| Negyedik helyezett | 25 millió dollár |
| Harmadik helyezett | 27 millió dollár |
| Második helyezett  | 30 millió dollár |
| Győztes            | 42 millió dollár |

## Játékvezetők
2022. május 19-én a FIFA bejelentette a 36 játékvezetőt, a 69 asszisztens játékvezetőt és a 24 videóbírót, akik részt vettek a tornán. A 36 bíróból két-két argentin, angol, brazil és francia volt.
Stéphanie Frappart (Franciaország), Salima Mukansanga (Ruanda) és Jamasita Josimi (Japán) lettek az első női játékvezetők, akiket kiválasztottak egy férfi világbajnokságra. Három női asszisztens volt, ami szintén első alkalommal fordult elő. Frappart vezette korábban a 2019-es női világbajnokság döntőjét. Bakary Gassama (Gambia) és Juan Pablo Belatti (Argentína) már harmadik világbajnokságukon vettek részt. Belatti asszisztens volt a 2018-as torna döntőjén. Visszatérő játékvezetők között volt még César Arturo Ramos (Mexikó), Janny Sikazwe (Zambia) és Mohammadreza Manszúri (Irán).

Sorozatban a harmadik világbajnokságon nem volt magyar játékvezető, a legutóbbi Kassai Viktor volt 2010-ben, korábban pedig Puhl Sándor 1994-ben. A magyar származású román játékvezető Kovács István viszont ott volt Katarban.
| Szövetség | Játékvezető                                                    |
| --------- | -------------------------------------------------------------- |
| AFC       | Abdulramán al-Dzsasszím (katari)                               |
| AFC       | Chris Beath (ausztrál)                                         |
| AFC       | Alirezá Fagáni (iráni)                                         |
| AFC       | Ma Ning (kínai)                                                |
| AFC       | Mohamed Abdalláh Hasszán Mohamed (Egyesült Arab Emírségekbeli) |
| AFC       | Jamasita Josimi (japán)                                        |
| CAF       | Bakary Gassama (gambiai)                                       |
| CAF       | Musztafa Gorbál (algériai)                                     |
| CAF       | Victor Gomes (Dél-afrikai)                                     |
| CAF       | Salima Mukansanga (ruandai)                                    |
| CAF       | Maguette N’Diaye (szenegáli)                                   |
| CAF       | Janny Sikazwe (zambiai)                                        |
| CONCACAF  | Iván Barton (salvadori)                                        |
| CONCACAF  | Ismail Elfath (amerikai)                                       |
| CONCACAF  | Mario Escobar (guatemalai)                                     |
| CONCACAF  | Said Martínez (hondurasi)                                      |
| CONCACAF  | César Arturo Ramos (mexikói)                                   |
| CONMEBOL  | Raphael Claus (brazil)                                         |
| CONMEBOL  | Andrés Matonte (uruguayi)                                      |
| CONMEBOL  | Kevin Ortega (perui)                                           |
| CONMEBOL  | Fernando Rapallini (argentin)                                  |
| CONMEBOL  | Wilton Sampaio (brazil)                                        |
| CONMEBOL  | Facundo Tello (argentin)                                       |
| CONMEBOL  | Jesús Valenzuela (venezuelai)                                  |
| OFC       | Matthew Conger (új-zélandi)                                    |
| UEFA      | Stéphanie Frappart (francia)                                   |
| UEFA      | Kovács István (román)                                          |
| UEFA      | Danny Makkelie (holland)                                       |
| UEFA      | Szymon Marciniak (lengyel)                                     |
| UEFA      | Antonio Mateu Lahoz (spanyol)                                  |
| UEFA      | Michael Oliver (angol)                                         |
| UEFA      | Daniele Orsato (olasz)                                         |
| UEFA      | Daniel Siebert (német)                                         |
| UEFA      | Anthony Taylor (angol)                                         |
| UEFA      | Clément Turpin (francia)                                       |
| UEFA      | Slavko Vinčić (szlovén)                                        |

| Szövetség | Asszisztens játékvezető                          |
| --------- | ------------------------------------------------ |
| AFC       | Mohammadreza Abolfazli (iráni)                   |
| AFC       | Táleb al-Marri (katari)                          |
| AFC       | Mohamed al-Hammádi (Egyesült Arab Emírségekbeli) |
| AFC       | Hasszán al-Mári (Egyesült Arab Emírségekbeli)    |
| AFC       | Szaúd al-Makalé (katari)                         |
| AFC       | Ashley Beecham (ausztrál)                        |
| AFC       | Csao Ji (kínai)                                  |
| AFC       | Mohammadreza Manszúri (iráni)                    |
| AFC       | Anton Shchetinin (ausztrál)                      |
| AFC       | Si Hsziang (kínai)                               |
| CAF       | Mahmud Abuelregál (egyiptomi)                    |
| CAF       | Djibril Camara (szenegáli)                       |
| CAF       | Jerson dos Santos (angolai)                      |
| CAF       | Abdelhak Etchiali (algériai)                     |
| CAF       | Mokrane Gourari (algériai)                       |
| CAF       | Arsénio Marrengula (mozambiki)                   |
| CAF       | Elvis Noupue (kameruni)                          |
| CAF       | Souru Phatsoane (lesothói)                       |
| CAF       | el-Hadzsi Malick Szamba (szenegáli)              |
| CAF       | Zakhele Siwela (dél-afrikai)                     |
| CONCACAF  | Kyle Atkins (amerikai)                           |
| CONCACAF  | Karen Díaz Medina (mexikói)                      |
| CONCACAF  | Helpys Raymundo Feliz (Dominikai Köztársasági)   |
| CONCACAF  | Miguel Hernández (mexikói)                       |
| CONCACAF  | Walter López (hondurasi)                         |
| CONCACAF  | Juan Carlos Mora (Costa Rica-i)                  |
| CONCACAF  | David Morán (salvadori)                          |
| CONCACAF  | Alberto Morín (mexikói)                          |
| CONCACAF  | Kathryn Nesbitt (amerikai)                       |
| CONCACAF  | Corey Parker (amerikai)                          |
| CONCACAF  | Caleb Wales (Trinidad és Tobagó-i)               |
| CONCACAF  | Zachari Zeegelaar (Suriname-i)                   |
| CONMEBOL  | Neuza Back (brazil)                              |
| CONMEBOL  | Juan Pablo Belatti (argentin)                    |
| CONMEBOL  | Diego Bonfá (argentin)                           |
| CONMEBOL  | Bruno Boschilia (brazil)                         |
| CONMEBOL  | Ezequiel Brailovsky (argentin)                   |
| CONMEBOL  | Gabriel Chade (argentin)                         |
| CONMEBOL  | Rodrigo Figueiredo (brazil)                      |
| CONMEBOL  | Tulio Moreno (venezuelai)                        |
| CONMEBOL  | Michael Orué (perui)                             |
| CONMEBOL  | Bruno Pires (brazil)                             |
| CONMEBOL  | Jesús Sánchez (perui)                            |
| CONMEBOL  | Danilo Manis (brazil)                            |
| CONMEBOL  | Martín Soppi (uruguayi)                          |
| CONMEBOL  | Nicolás Taran (uruguayi)                         |
| CONMEBOL  | Jorge Urrego (venezuelai)                        |
| OFC       | Tevita Makasini (tongai)                         |
| OFC       | Mark Rule (új-zélandi)                           |
| UEFA      | Ovidiu Artene (román)                            |
| UEFA      | Simon Bennett (angol)                            |
| UEFA      | Gary Beswick (angol)                             |
| UEFA      | Stuart Burt (angol)                              |
| UEFA      | Ciro Carbone (olasz)                             |
| UEFA      | Pau Cebrián Devís (spanyol)                      |
| UEFA      | Nicolas Danos (francia)                          |
| UEFA      | Jan de Vries (holland)                           |
| UEFA      | Roberto Díaz Pérez del Palomar (spanyol)         |
| UEFA      | Rafael Foltyn (német)                            |
| UEFA      | Alessandro Giallatini (olasz)                    |
| UEFA      | Cyril Gringore (francia)                         |
| UEFA      | Tomaž Klančnik (szlovén)                         |
| UEFA      | Andraž Kovačič (szlovén)                         |
| UEFA      | Tomasz Listkiewicz (lengyel)                     |
| UEFA      | Vasile Marinescu (román)                         |
| UEFA      | Adam Nunn (angol)                                |
| UEFA      | Jan Seidel (német)                               |
| UEFA      | Paweł Sokolnicki (lengyel)                       |
| UEFA      | Hessel Steegstra (holland)                       |

| Szövetség | Videóbíró                               |
| --------- | --------------------------------------- |
| AFC       | Abdulla al-Marri (katari)               |
| AFC       | Muhamad Taki (szingapúri)               |
| AFC       | Shaun Evans (ausztrál)                  |
| CAF       | Rédouane Jiyed (marokkói)               |
| CAF       | Adil Zourak (marokkói)                  |
| CONCACAF  | Drew Fischer (kanadai)                  |
| CONCACAF  | Fernando Guerrero (mexikói)             |
| CONCACAF  | Armando Villarreal (amerikai)           |
| CONMEBOL  | Julio Bascuñán (chilei)                 |
| CONMEBOL  | Nicolás Gallo (kolumbiai)               |
| CONMEBOL  | Leodán González (uruguayi)              |
| CONMEBOL  | Juan Soto (venezuelai)                  |
| CONMEBOL  | Mauro Vigliano (argentin)               |
| UEFA      | Jérôme Brisard (francia)                |
| UEFA      | Bastian Dankert (német)                 |
| UEFA      | Ricardo de Burgos Bengoetxea (spanyol)  |
| UEFA      | Marco Fritz (német)                     |
| UEFA      | Alejandro Hernández Hernández (spanyol) |
| UEFA      | Massimiliano Irrati (olasz)             |
| UEFA      | Tomasz Kwiatkowski (lengyel)            |
| UEFA      | Juan Martínez Munuera (spanyol)         |
| UEFA      | Benoît Millot (francia)                 |
| UEFA      | Paolo Valeri (olasz)                    |
| UEFA      | Pol van Boekel (holland)                |

## Keretek
Minden nemzet, ami kijutott a 2022-es labdarúgó-világbajnokságra, nevezhetett egy maximum 55 főből álló előzetes keretet. A végső listán legalább 23 játékosnak, legfeljebb pedig 26-nak kellett szerepelnie, legalább három kapussal. Minden válogatott stábja maximum 27 főből állhatott. A lista leadási határideje 2022. november 13. volt. Minden játékosnak az előzetes keretből kellett bekerülnie a végső listára.
Sérült vagy Covid19-pozitív játékosok helyére, a FIFA orvosi bizottságának jóváhagyásával, legalább 24 órával az első mérkőzés előtt bármikor hívhattak a válogatottak új játékost. Az új játékos a régi mezszámát kapta meg és nem kellett szerepelnie az előzetes keretben. Klubcsapatoknak legkésőbb 2022. november 14-én el kellett engedniük játékosaikat a világbajnokságra.

## Csoportkör
A FIFA a csoportkör sorsolása után 2022. április 1-jén közzétette a mérkőzések kezdési időpontjait. Az időpontok helyi idő szerint, a zárójelben magyar idő szerint értendők.

A sorrend meghatározása
A csoportokban a sorrendet az alábbiak alapján kell meghatározni:
1. több szerzett pont az összes mérkőzésen (egy győzelem 3 pont, egy döntetlen 1 pont, egy vereség 0 pont),
2. jobb gólkülönbség az összes mérkőzésen,
3. több szerzett gól az összes mérkőzésen,
4. több szerzett pont az azonosan álló csapatok között lejátszott mérkőzéseken,
5. jobb gólkülönbség az azonosan álló csapatok között lejátszott mérkőzéseken,
6. több szerzett gól az azonosan álló csapatok között lejátszott mérkőzéseken,
7. fair play pontszám (–1 pont egy sárga lapért, –3 pont két sárga lapot követő piros lapért, –4 pont egy azonnali piros lapért, –5 pont egy sárga lap és egy azonnali piros lapért),
8. sorsolás

### A csoport
| Hely. | Csapat    | M | Gy | D | V | G+ | G– | Gk | P | Továbbjutás                                |
| ----- | --------- | - | -- | - | - | -- | -- | -- | - | ------------------------------------------ |
| 1.    | Hollandia | 3 | 2  | 1 | 0 | 5  | 1  | +4 | 7 | Továbbjutott az egyenes kieséses szakaszba |
| 2.    | Szenegál  | 3 | 2  | 0 | 1 | 5  | 4  | +1 | 6 | Továbbjutott az egyenes kieséses szakaszba |
| 3.    | Ecuador   | 3 | 1  | 1 | 1 | 4  | 3  | +1 | 4 |                                            |
| 4.    | Katar (R) | 3 | 0  | 0 | 3 | 1  | 7  | −6 | 0 |                                            |

| 2022. november 20. 19:00 (17:00) |

| Katar | 0–2               | Ecuador                     |
| ----- | ----------------- | --------------------------- |
|       | (0–2) Jegyzőkönyv | Valencia 16' (11-esből) 31' |

| Al Bayt Stadion, al-Hor Nézőszám: 67 372 Játékvezető: Daniele Orsato (olasz) |

| 2022. november 21. 19:00 (17:00) |

| Szenegál | 0–2               | Hollandia                |
| -------- | ----------------- | ------------------------ |
|          | (0–0) Jegyzőkönyv | Gakpo 84' Klaassen 90+9' |

| al-Thumama Stadion, Doha Nézőszám: 41 721 Játékvezető: Wilton Sampaio (brazil) |

| 2022. november 25. 16:00 (14:00) |

| Katar       | 1–3               | Szenegál                       |
| ----------- | ----------------- | ------------------------------ |
| Muntari 78' | (0–1) Jegyzőkönyv | Dia 41' Diédhiou 48' Dieng 84' |

| al-Thumama Stadion, Doha Nézőszám: 41 797 Játékvezető: Antonio Mateu Lahoz (spanyol) |

| 2022. november 25. 19:00 (17:00) |

| Hollandia | 1–1               | Ecuador      |
| --------- | ----------------- | ------------ |
| Gakpo 6'  | (1–0) Jegyzőkönyv | Valencia 49' |

| Halífa Nemzetközi Stadion, al-Rajján Nézőszám: 44 833 Játékvezető: Musztafa Gorbál (algériai) |

| 2022. november 29. 18:00 (16:00) |

| Ecuador     | 1–2               | Szenegál                             |
| ----------- | ----------------- | ------------------------------------ |
| Caicedo 67' | (0–1) Jegyzőkönyv | I. Sarr 44' (11-esből) Koulibaly 70' |

| Halífa Nemzetközi Stadion, al-Rajján Nézőszám: 44 569 Játékvezető: Clément Turpin (francia) |

| 2022. november 29. 18:00 (16:00) |

| Hollandia                | 2–0               | Katar |
| ------------------------ | ----------------- | ----- |
| Gakpo 26' F. de Jong 49' | (1–0) Jegyzőkönyv |       |

| Al Bayt Stadion, al-Hor Nézőszám: 66 784 Játékvezető: Bakary Gassama (gambiai) |

### B csoport
| Hely. | Csapat           | M | Gy | D | V | G+ | G– | Gk | P | Továbbjutás                                |
| ----- | ---------------- | - | -- | - | - | -- | -- | -- | - | ------------------------------------------ |
| 1.    | Anglia           | 3 | 2  | 1 | 0 | 9  | 2  | +7 | 7 | Továbbjutott az egyenes kieséses szakaszba |
| 2.    | Egyesült Államok | 3 | 1  | 2 | 0 | 2  | 1  | +1 | 5 | Továbbjutott az egyenes kieséses szakaszba |
| 3.    | Irán             | 3 | 1  | 0 | 2 | 4  | 7  | −3 | 3 |                                            |
| 4.    | Wales            | 3 | 0  | 1 | 2 | 1  | 6  | −5 | 1 |                                            |

| 2022. november 21. 16:00 (14:00) |

| Anglia                                                               | 6–2               | Irán                         |
| -------------------------------------------------------------------- | ----------------- | ---------------------------- |
| Bellingham 35' Saka 43' 62' Sterling 45+1' Rashford 71' Grealish 90' | (3–0) Jegyzőkönyv | Táremi 65' 90+13' (11-esből) |

| Halífa Nemzetközi Stadion, al-Rajján Nézőszám: 45 334 Játékvezető: Raphael Claus (brazil) |

| 2022. november 21. 22:00 (20:00) |

| Egyesült Államok | 1–1               | Wales               |
| ---------------- | ----------------- | ------------------- |
| Weah 36'         | (1–0) Jegyzőkönyv | Bale 82' (11-esből) |

| Ahmad bin Ali Stadion, al-Rajján Nézőszám: 43 418 Játékvezető: Abdulramán al-Dzsasszím (katari) |

| 2022. november 25. 13:00 (11:00) |

| Wales         | 0–2               | Irán                        |
| ------------- | ----------------- | --------------------------- |
| Hennessey 86′ | (0–0) Jegyzőkönyv | Csesmi 90+8' Rezajan 90+11' |

| Ahmad bin Ali Stadion, al-Rajján Nézőszám: 40 875 Játékvezető: Mario Escobar (guatemalai) |

| 2022. november 25. 22:00 (20:00) |

| Anglia | 0–0         | Egyesült Államok |
| ------ | ----------- | ---------------- |
|        | Jegyzőkönyv |                  |

| Al Bayt Stadion, al-Hor Nézőszám: 68 463 Játékvezető: Jesús Valenzuela (venezuelai) |

| 2022. november 29. 22:00 (20:00) |

| Wales | 0–3               | Anglia                     |
| ----- | ----------------- | -------------------------- |
|       | (0–0) Jegyzőkönyv | Rashford 50' 68' Foden 51' |

| Ahmad bin Ali Stadion, al-Rajján Nézőszám: 44 297 Játékvezető: Slavko Vinčić (szlovén) |

| 2022. november 29. 22:00 (20:00) |

| Irán | 0–1               | Egyesült Államok |
| ---- | ----------------- | ---------------- |
|      | (0–1) Jegyzőkönyv | Pulisic 38'      |

| al-Thumama Stadion, Doha Nézőszám: 42 127 Játékvezető: Antonio Mateu Lahoz (spanyol) |

### C csoport
| Hely. | Csapat        | M | Gy | D | V | G+ | G– | Gk | P | Továbbjutás                                |
| ----- | ------------- | - | -- | - | - | -- | -- | -- | - | ------------------------------------------ |
| 1.    | Argentína     | 3 | 2  | 0 | 1 | 5  | 2  | +3 | 6 | Továbbjutott az egyenes kieséses szakaszba |
| 2.    | Lengyelország | 3 | 1  | 1 | 1 | 2  | 2  | 0  | 4 | Továbbjutott az egyenes kieséses szakaszba |
| 3.    | Mexikó        | 3 | 1  | 1 | 1 | 2  | 3  | −1 | 4 |                                            |
| 4.    | Szaúd-Arábia  | 3 | 1  | 0 | 2 | 3  | 5  | −2 | 3 |                                            |

| 2022. november 22. 13:00 (11:00) |

| Argentína            | 1–2               | Szaúd-Arábia                |
| -------------------- | ----------------- | --------------------------- |
| Messi 10' (11-esből) | (1–0) Jegyzőkönyv | al-Seri 48' al-Davszarí 53' |

| Loszaíli Nemzeti Stadion, Loszaíl Nézőszám: 88 012 Játékvezető: Slavko Vinčić (szlovén) |

| 2022. november 22. 19:00 (17:00) |

| Mexikó | 0–0         | Lengyelország |
| ------ | ----------- | ------------- |
|        | Jegyzőkönyv |               |

| 974 Stadion, Doha Nézőszám: 39 369 Játékvezető: Chris Beath (ausztrál) |

| 2022. november 26. 16:00 (14:00) |

| Lengyelország                 | 2–0               | Szaúd-Arábia |
| ----------------------------- | ----------------- | ------------ |
| Zieliński 39' Lewandowski 82' | (1–0) Jegyzőkönyv |              |

| Egyetemvárosi Stadion, al-Rajján Nézőszám: 44 259 Játékvezető: Wilton Sampaio (brazil) |

| 2022. november 26. 22:00 (20:00) |

| Argentína               | 2–0               | Mexikó |
| ----------------------- | ----------------- | ------ |
| Messi 64' Fernández 87' | (0–0) Jegyzőkönyv |        |

| Loszaíli Nemzeti Stadion, Loszaíl Nézőszám: 88 966 Játékvezető: Daniele Orsato (olasz) |

| 2022. november 30. 22:00 (20:00) |

| Lengyelország | 0–2               | Argentína                    |
| ------------- | ----------------- | ---------------------------- |
|               | (0–0) Jegyzőkönyv | Mac Allister 46' Álvarez 67' |

| 974 Stadion, Doha Nézőszám: 44 089 Játékvezető: Danny Makkelie (holland) |

| 2022. november 30. 22:00 (20:00) |

| Szaúd-Arábia      | 1–2               | Mexikó                |
| ----------------- | ----------------- | --------------------- |
| al-Davszarí 90+5' | (0–0) Jegyzőkönyv | Martín 47' Chávez 52' |

| Loszaíli Nemzeti Stadion, Loszaíl Nézőszám: 84 985 Játékvezető: Michael Oliver (angol) |

### D csoport
| Hely. | Csapat        | M | Gy | D | V | G+ | G– | Gk | P | Továbbjutás                                |
| ----- | ------------- | - | -- | - | - | -- | -- | -- | - | ------------------------------------------ |
| 1.    | Franciaország | 3 | 2  | 0 | 1 | 6  | 3  | +3 | 6 | Továbbjutott az egyenes kieséses szakaszba |
| 2.    | Ausztrália    | 3 | 2  | 0 | 1 | 3  | 4  | −1 | 6 | Továbbjutott az egyenes kieséses szakaszba |
| 3.    | Tunézia       | 3 | 1  | 1 | 1 | 1  | 1  | 0  | 4 |                                            |
| 4.    | Dánia         | 3 | 0  | 1 | 2 | 1  | 3  | −2 | 1 |                                            |

| 2022. november 22. 16:00 (14:00) |

| Dánia | 0–0         | Tunézia |
| ----- | ----------- | ------- |
|       | Jegyzőkönyv |         |

| Egyetemvárosi Stadion, al-Rajján Nézőszám: 42 925 Játékvezető: César Arturo Ramos (mexikói) |

| 2022. november 22. 22:00 (20:00) |

| Franciaország                        | 4–1               | Ausztrália |
| ------------------------------------ | ----------------- | ---------- |
| Rabiot 27' Giroud 32' 71' Mbappé 68' | (2–1) Jegyzőkönyv | Goodwin 9' |

| el-Dzsanúb Stadion, al-Vakra Nézőszám: 40 875 Játékvezető: Victor Gomes (dél-afrikai) |

| 2022. november 26. 13:00 (11:00) |

| Tunézia | 0–1               | Ausztrália |
| ------- | ----------------- | ---------- |
|         | (0–1) Jegyzőkönyv | Duke 23'   |

| el-Dzsanúb Stadion, al-Vakra Nézőszám: 41 823 Játékvezető: Daniel Siebert (német) |

| 2022. november 26. 19:00 (17:00) |

| Franciaország  | 2–1               | Dánia           |
| -------------- | ----------------- | --------------- |
| Mbappé 61' 86' | (0–0) Jegyzőkönyv | Christensen 68' |

| 974 Stadion, Doha Nézőszám: 42 860 Játékvezető: Szymon Marciniak (lengyel) |

| 2022. november 30. 18:00 (16:00) |

| Ausztrália | 1–0               | Dánia |
| ---------- | ----------------- | ----- |
| Leckie 60' | (0–0) Jegyzőkönyv |       |

| el-Dzsanúb Stadion, al-Vakra Nézőszám: 41 232 Játékvezető: Musztafa Gorbál (algériai) |

| 2022. november 30. 18:00 (16:00) |

| Tunézia   | 1–0               | Franciaország |
| --------- | ----------------- | ------------- |
| Hazrí 58' | (0–0) Jegyzőkönyv |               |

| Egyetemvárosi Stadion, al-Rajján Nézőszám: 43 627 Játékvezető: Matthew Conger (új-zélandi) |

### E csoport
| Hely. | Csapat        | M | Gy | D | V | G+ | G– | Gk | P | Továbbjutás                                |
| ----- | ------------- | - | -- | - | - | -- | -- | -- | - | ------------------------------------------ |
| 1.    | Japán         | 3 | 2  | 0 | 1 | 4  | 3  | +1 | 6 | Továbbjutott az egyenes kieséses szakaszba |
| 2.    | Spanyolország | 3 | 1  | 1 | 1 | 9  | 3  | +6 | 4 | Továbbjutott az egyenes kieséses szakaszba |
| 3.    | Németország   | 3 | 1  | 1 | 1 | 6  | 5  | +1 | 4 |                                            |
| 4.    | Costa Rica    | 3 | 1  | 0 | 2 | 3  | 11 | −8 | 3 |                                            |

| 2022. november 23. 16:00 (14:00) |

| Németország             | 1–2               | Japán               |
| ----------------------- | ----------------- | ------------------- |
| Gündoğan 33' (11-esből) | (1–0) Jegyzőkönyv | Dóan 75' Aszano 83' |

| Halífa Nemzetközi Stadion, al-Rajján Nézőszám: 42 608 Játékvezető: Iván Barton (salvadori) |

| 2022. november 23. 19:00 (17:00) |

| Spanyolország                                                                  | 7–0               | Costa Rica |
| ------------------------------------------------------------------------------ | ----------------- | ---------- |
| Olmo 11' Asensio 21' Torres 31' (11-esből) 54' Gavi 74' Soler 90' Morata 90+2' | (3–0) Jegyzőkönyv |            |

| al-Thumama Stadion, Doha Nézőszám: 40 013 Játékvezető: Mohamed Abdalláh Hasszán Mohamed (Egyesült Arab Emírségekbeli) |

| 2022. november 27. 13:00 (11:00) |

| Japán | 0–1               | Costa Rica |
| ----- | ----------------- | ---------- |
|       | (0–0) Jegyzőkönyv | Fuller 81' |

| Ahmad bin Ali Stadion, al-Rajján Nézőszám: 41 479 Játékvezető: Michael Oliver (angol) |

| 2022. november 27. 22:00 (20:00) |

| Spanyolország | 1–1               | Németország  |
| ------------- | ----------------- | ------------ |
| Morata 62'    | (0–0) Jegyzőkönyv | Füllkrug 83' |

| Al Bayt Stadion, al-Hor Nézőszám: 68 895 Játékvezető: Danny Makkelie (holland) |

| 2022. december 1. 22:00 (20:00) |

| Japán               | 2–1               | Spanyolország |
| ------------------- | ----------------- | ------------- |
| Dóan 48' Tanaka 51' | (0–1) Jegyzőkönyv | Morata 11'    |

| Halífa Nemzetközi Stadion, al-Rajján Nézőszám: 44 851 Játékvezető: Victor Gomes (dél-afrikai) |

| 2022. december 1. 22:00 (20:00) |

| Costa Rica                   | 2–4               | Németország                             |
| ---------------------------- | ----------------- | --------------------------------------- |
| Tejeda 58' Neuer 70' (öngól) | (0–1) Jegyzőkönyv | Gnabry 10' Havertz 73' 85' Füllkrug 89' |

| Al Bayt Stadion, al-Hor Nézőszám: 67 054 Játékvezető: Stéphanie Frappart (francia) |

### F csoport
| Hely. | Csapat       | M | Gy | D | V | G+ | G– | Gk | P | Továbbjutás                                |
| ----- | ------------ | - | -- | - | - | -- | -- | -- | - | ------------------------------------------ |
| 1.    | Marokkó      | 3 | 2  | 1 | 0 | 4  | 1  | +3 | 7 | Továbbjutott az egyenes kieséses szakaszba |
| 2.    | Horvátország | 3 | 1  | 2 | 0 | 4  | 1  | +3 | 5 | Továbbjutott az egyenes kieséses szakaszba |
| 3.    | Belgium      | 3 | 1  | 1 | 1 | 1  | 2  | −1 | 4 |                                            |
| 4.    | Kanada       | 3 | 0  | 0 | 3 | 2  | 7  | −5 | 0 |                                            |

| 2022. november 23. 13:00 (11:00) |

| Marokkó | 0–0         | Horvátország |
| ------- | ----------- | ------------ |
|         | Jegyzőkönyv |              |

| Al Bayt Stadion, al-Hor Nézőszám: 59 407 Játékvezető: Fernando Rapallini (argentin) |

| 2022. november 23. 22:00 (20:00) |

| Belgium       | 1–0               | Kanada |
| ------------- | ----------------- | ------ |
| Batshuayi 44' | (1–0) Jegyzőkönyv |        |

| Ahmad bin Ali Stadion, al-Rajján Nézőszám: 40 432 Játékvezető: Janny Sikazwe (zambiai) |

| 2022. november 27. 16:00 (14:00) |

| Belgium | 0–2               | Marokkó                  |
| ------- | ----------------- | ------------------------ |
|         | (0–0) Jegyzőkönyv | Szájsz 73' Ábúhlál 90+2' |

| al-Thumama Stadion, Doha Nézőszám: 43 738 Játékvezető: César Arturo Ramos (mexikói) |

| 2022. november 27. 19:00 (17:00) |

| Horvátország                            | 4–1               | Kanada    |
| --------------------------------------- | ----------------- | --------- |
| Kramarić 36' 70' Livaja 44' Majer 90+4' | (2–1) Jegyzőkönyv | Davies 2' |

| Halífa Nemzetközi Stadion, al-Rajján Nézőszám: 44 374 Játékvezető: Andrés Matonte (uruguayi) |

| 2022. december 1. 18:00 (16:00) |

| Horvátország | 0–0         | Belgium |
| ------------ | ----------- | ------- |
|              | Jegyzőkönyv |         |

| Ahmad bin Ali Stadion, al-Rajján Nézőszám: 43 984 Játékvezető: Anthony Taylor (angol) |

| 2022. december 1. 18:00 (16:00) |

| Kanada            | 1–2               | Marokkó                 |
| ----------------- | ----------------- | ----------------------- |
| Ákerd 40' (öngól) | (1–2) Jegyzőkönyv | Zíjes 4' el-Neszjrí 23' |

| al-Thumama Stadion, Doha Nézőszám: 43 102 Játékvezető: Raphael Claus (brazil) |

### G csoport
| Hely. | Csapat   | M | Gy | D | V | G+ | G– | Gk | P | Továbbjutás                                |
| ----- | -------- | - | -- | - | - | -- | -- | -- | - | ------------------------------------------ |
| 1.    | Brazília | 3 | 2  | 0 | 1 | 3  | 1  | +2 | 6 | Továbbjutott az egyenes kieséses szakaszba |
| 2.    | Svájc    | 3 | 2  | 0 | 1 | 4  | 3  | +1 | 6 | Továbbjutott az egyenes kieséses szakaszba |
| 3.    | Kamerun  | 3 | 1  | 1 | 1 | 4  | 4  | 0  | 4 |                                            |
| 4.    | Szerbia  | 3 | 0  | 1 | 2 | 5  | 8  | −3 | 1 |                                            |

| 2022. november 24. 13:00 (11:00) |

| Svájc      | 1–0               | Kamerun |
| ---------- | ----------------- | ------- |
| Embolo 48' | (0–0) Jegyzőkönyv |         |

| el-Dzsanúb Stadion, al-Vakra Nézőszám: 39 089 Játékvezető: Facundo Tello (argentin) |

| 2022. november 24. 22:00 (20:00) |

| Brazília            | 2–0               | Szerbia |
| ------------------- | ----------------- | ------- |
| Richarlison 62' 73' | (0–0) Jegyzőkönyv |         |

| Loszaíli Nemzeti Stadion, Loszaíl Nézőszám: 88 103 Játékvezető: Alirezá Fagáni (iráni) |

| 2022. november 28. 13:00 (11:00) |

| Kamerun                                         | 3–3               | Szerbia                                                  |
| ----------------------------------------------- | ----------------- | -------------------------------------------------------- |
| Castelletto 29' Aboubakar 63' Choupo-Moting 66' | (1–2) Jegyzőkönyv | Pavlović 45+1' S. Milinković-Savić 45+3' A. Mitrović 53' |

| el-Dzsanúb Stadion, al-Vakra Nézőszám: 39 789 Játékvezető: Mohamed Abdalláh Hasszán Mohamed (Egyesült Arab Emírségekbeli) |

| 2022. november 28. 19:00 (17:00) |

| Brazília     | 1–0               | Svájc |
| ------------ | ----------------- | ----- |
| Casemiro 83' | (0–0) Jegyzőkönyv |       |

| 974 Stadion, Doha Nézőszám: 43 649 Játékvezető: Iván Barton (salvadori) |

| 2022. december 2. 22:00 (20:00) |

| Szerbia                      | 2–3               | Svájc                              |
| ---------------------------- | ----------------- | ---------------------------------- |
| A. Mitrović 26' Vlahović 35' | (2–2) Jegyzőkönyv | Shaqiri 20' Embolo 44' Freuler 48' |

| 974 Stadion, Doha Nézőszám: 41 378 Játékvezető: Fernando Rapallini (argentin) |

| 2022. december 2. 22:00 (20:00) |

| Kamerun                    | 1–0               | Brazília |
| -------------------------- | ----------------- | -------- |
| Aboubakar 90+2' 81′, 90+3′ | (0–0) Jegyzőkönyv |          |

| Loszaíli Nemzeti Stadion, Loszaíl Nézőszám: 85 986 Játékvezető: Ismail Elfath (amerikai) |

### H csoport
| Hely. | Csapat     | M | Gy | D | V | G+ | G– | Gk | P | Továbbjutás                                |
| ----- | ---------- | - | -- | - | - | -- | -- | -- | - | ------------------------------------------ |
| 1.    | Portugália | 3 | 2  | 0 | 1 | 6  | 4  | +2 | 6 | Továbbjutott az egyenes kieséses szakaszba |
| 2.    | Dél-Korea  | 3 | 1  | 1 | 1 | 4  | 4  | 0  | 4 | Továbbjutott az egyenes kieséses szakaszba |
| 3.    | Uruguay    | 3 | 1  | 1 | 1 | 2  | 2  | 0  | 4 |                                            |
| 4.    | Ghána      | 3 | 1  | 0 | 2 | 5  | 7  | −2 | 3 |                                            |

| 2022. november 24. 16:00 (14:00) |

| Uruguay | 0–0         | Dél-Korea |
| ------- | ----------- | --------- |
|         | Jegyzőkönyv |           |

| Egyetemvárosi Stadion, al-Rajján Nézőszám: 41 663 Játékvezető: Clément Turpin (francia) |

| 2022. november 24. 19:00 (17:00) |

| Portugália                                | 3–2               | Ghána               |
| ----------------------------------------- | ----------------- | ------------------- |
| Ronaldo 65' (11-esből) Félix 78' Leão 80' | (0–0) Jegyzőkönyv | Ayew 73' Bukari 89' |

| 974 Stadion, Doha Nézőszám: 42 662 Játékvezető: Ismail Elfath (amerikai) |

| 2022. november 28. 16:00 (14:00) |

| Dél-Korea           | 2–3               | Ghána                    |
| ------------------- | ----------------- | ------------------------ |
| Cso Geszung 58' 61' | (0–2) Jegyzőkönyv | Salisu 24' Kudus 34' 68' |

| Egyetemvárosi Stadion, al-Rajján Nézőszám: 43 983 Játékvezető: Anthony Taylor (angol) |

| 2022. november 28. 22:00 (20:00) |

| Portugália                     | 2–0               | Uruguay |
| ------------------------------ | ----------------- | ------- |
| Fernandes 54' 90+3' (11-esből) | (0–0) Jegyzőkönyv |         |

| Loszaíli Nemzeti Stadion, Loszaíl Nézőszám: 88 668 Játékvezető: Alirezá Fagáni (iráni) |

| 2022. december 2. 18:00 (16:00) |

| Ghána | 0–2               | Uruguay               |
| ----- | ----------------- | --------------------- |
|       | (0–2) Jegyzőkönyv | De Arrascaeta 26' 32' |

| el-Dzsanúb Stadion, al-Vakra Nézőszám: 43 443 Játékvezető: Daniel Siebert (német) |

| 2022. december 2. 18:00 (16:00) |

| Dél-Korea                            | 2–1               | Portugália |
| ------------------------------------ | ----------------- | ---------- |
| Kim Jonggvon 27' Hvang Hicshan 90+1' | (1–1) Jegyzőkönyv | Horta 5'   |

| Egyetemvárosi Stadion, al-Rajján Nézőszám: 44 097 Játékvezető: Facundo Tello (argentin) |

## Egyenes kieséses szakasz
Az egyenes kieséses szakaszban az a tizenhat csapat vett részt, amelyik a csoportkör során a saját csoportja első két helyének valamelyikén végzett. Az egyes találkozók győztes csapatai jutottak tovább a következő körbe. Ha a rendes játékidő végén döntetlen volt az eredmény, akkor 2×15 perces hosszabbítás következett. Ha a hosszabbítás után is egyenlő volt az állás, akkor büntetőpárbajra került sor.
A sárga lapokat a negyeddöntőket követően törölték. Amelyik játékos a negyeddöntőt megelőző valamelyik mérkőzésen és a negyeddöntőben egy-egy sárga lapot kapott, valamint ha a negyeddöntőben kiállították, az nem játszhatott az elődöntőben.
|  |                                         |                  |                                        |                       |                                  |                                  |                                  |               |               |               |                                   |                                   |                                   |  |  |       |       |       |
|  | Nyolcaddöntők                           | Nyolcaddöntők    | Nyolcaddöntők                          |                       |                                  | Negyeddöntők                     | Negyeddöntők                     | Negyeddöntők  |               |               | Elődöntők                         | Elődöntők                         | Elődöntők                         |  |  | Döntő | Döntő | Döntő |
|  | Nyolcaddöntők                           | Nyolcaddöntők    | Nyolcaddöntők                          |                       |                                  | Negyeddöntők                     | Negyeddöntők                     | Negyeddöntők  |               |               | Elődöntők                         | Elődöntők                         | Elődöntők                         |  |  | Döntő | Döntő | Döntő |
|  | december 3. – al-Rajján (Halífa)        |                  |                                        |                       |                                  |                                  |                                  |               |               |               |                                   |                                   |                                   |  |  |       |       |       |
|  |                                         |                  |                                        |                       |                                  |                                  |                                  |               |               |               |                                   |                                   |                                   |  |  |       |       |       |
|  | A1                                      | Hollandia        | 3                                      |                       |                                  |                                  |                                  |               |               |               |                                   |                                   |                                   |  |  |       |       |       |
|  | A1                                      | Hollandia        | 3                                      | december 9. – Loszaíl |                                  |                                  |                                  |               |               |               |                                   |                                   |                                   |  |  |       |       |       |
|  | B2                                      | Egyesült Államok | 1                                      |                       |                                  |                                  |                                  |               |               |               |                                   |                                   |                                   |  |  |       |       |       |
|  | B2                                      | Egyesült Államok | 1                                      |                       |                                  | Hollandia                        | Hollandia                        | 2 (3)         |               |               |                                   |                                   |                                   |  |  |       |       |       |
|  | december 3. – al-Rajján (Ahmad bin Ali) |                  |                                        |                       |                                  | Hollandia                        | Hollandia                        | 2 (3)         |               |               |                                   |                                   |                                   |  |  |       |       |       |
|  |                                         |                  | Argentína                              | Argentína             | 2 (4)                            |                                  |                                  |               |               |               |                                   |                                   |                                   |  |  |       |       |       |
|  | C1                                      | Argentína        | Argentína                              | Argentína             | 2 (4)                            | 2                                |                                  |               |               |               |                                   |                                   |                                   |  |  |       |       |       |
|  | C1                                      | Argentína        |                                        |                       |                                  | 2                                | december 13. – Loszaíl           |               |               |               |                                   |                                   |                                   |  |  |       |       |       |
|  | D2                                      | Ausztrália       | 1                                      |                       |                                  |                                  |                                  |               |               |               |                                   |                                   |                                   |  |  |       |       |       |
|  | D2                                      | Ausztrália       | 1                                      |                       |                                  | Argentína                        | Argentína                        | 3             |               |               |                                   |                                   |                                   |  |  |       |       |       |
|  | december 5. – al-Vakra                  |                  |                                        |                       |                                  | Argentína                        | Argentína                        | 3             |               |               |                                   |                                   |                                   |  |  |       |       |       |
|  |                                         |                  | Horvátország                           | Horvátország          | 0                                |                                  |                                  |               |               |               |                                   |                                   |                                   |  |  |       |       |       |
|  | E1                                      | Japán            | Horvátország                           | Horvátország          | 0                                | 1 (1)                            |                                  |               |               |               |                                   |                                   |                                   |  |  |       |       |       |
|  | E1                                      | Japán            | december 9. – al-Rajján (Egyetemváros) |                       |                                  | 1 (1)                            |                                  |               |               |               |                                   |                                   |                                   |  |  |       |       |       |
|  | F2                                      | Horvátország     | 1 (3)                                  |                       |                                  |                                  |                                  |               |               |               |                                   |                                   |                                   |  |  |       |       |       |
|  | F2                                      | Horvátország     | 1 (3)                                  |                       |                                  | Horvátország                     | Horvátország                     | 1 (4)         |               |               |                                   |                                   |                                   |  |  |       |       |       |
|  | december 5. – Doha (974)                |                  |                                        |                       |                                  | Horvátország                     | Horvátország                     | 1 (4)         |               |               |                                   |                                   |                                   |  |  |       |       |       |
|  |                                         |                  | Brazília                               | Brazília              | 1 (2)                            |                                  |                                  |               |               |               |                                   |                                   |                                   |  |  |       |       |       |
|  | G1                                      | Brazília         | Brazília                               | Brazília              | 1 (2)                            | 4                                |                                  |               |               |               |                                   |                                   |                                   |  |  |       |       |       |
|  | G1                                      | Brazília         |                                        |                       |                                  | 4                                | december 18. – Loszaíl           |               |               |               |                                   |                                   |                                   |  |  |       |       |       |
|  | H2                                      | Dél-Korea        | 1                                      |                       |                                  |                                  |                                  |               |               |               |                                   |                                   |                                   |  |  |       |       |       |
|  | H2                                      | Dél-Korea        | 1                                      |                       |                                  | Argentína                        | Argentína                        | 3 (4)         |               |               |                                   |                                   |                                   |  |  |       |       |       |
|  | december 4. – al-Hor                    |                  |                                        |                       |                                  | Argentína                        | Argentína                        | 3 (4)         |               |               |                                   |                                   |                                   |  |  |       |       |       |
|  |                                         |                  | Franciaország                          | Franciaország         | 3 (2)                            |                                  |                                  |               |               |               |                                   |                                   |                                   |  |  |       |       |       |
|  | B1                                      | Anglia           | Franciaország                          | Franciaország         | 3 (2)                            | 3                                |                                  |               |               |               |                                   |                                   |                                   |  |  |       |       |       |
|  | B1                                      | Anglia           | december 10. – al-Hor                  |                       |                                  | 3                                |                                  |               |               |               |                                   |                                   |                                   |  |  |       |       |       |
|  | A2                                      | Szenegál         | 0                                      |                       |                                  |                                  |                                  |               |               |               |                                   |                                   |                                   |  |  |       |       |       |
|  | A2                                      | Szenegál         | 0                                      |                       |                                  | Anglia                           | Anglia                           | 1             |               |               |                                   |                                   |                                   |  |  |       |       |       |
|  | december 4. – Doha (al-Thumama)         |                  |                                        |                       |                                  | Anglia                           | Anglia                           | 1             |               |               |                                   |                                   |                                   |  |  |       |       |       |
|  |                                         |                  | Franciaország                          | Franciaország         | 2                                |                                  |                                  |               |               |               |                                   |                                   |                                   |  |  |       |       |       |
|  | D1                                      | Franciaország    | Franciaország                          | Franciaország         | 2                                | 3                                |                                  |               |               |               |                                   |                                   |                                   |  |  |       |       |       |
|  | D1                                      | Franciaország    |                                        |                       |                                  | 3                                | december 14. – al-Hor            |               |               |               |                                   |                                   |                                   |  |  |       |       |       |
|  | C2                                      | Lengyelország    | 1                                      |                       |                                  |                                  |                                  |               |               |               |                                   |                                   |                                   |  |  |       |       |       |
|  | C2                                      | Lengyelország    | 1                                      |                       |                                  | Franciaország                    | Franciaország                    | 2             |               |               |                                   |                                   |                                   |  |  |       |       |       |
|  | december 6. – al-Rajján (Egyetemváros)  |                  |                                        |                       |                                  | Franciaország                    | Franciaország                    | 2             |               |               |                                   |                                   |                                   |  |  |       |       |       |
|  |                                         |                  | Marokkó                                | Marokkó               | 0                                |                                  |                                  | Bronzmérkőzés | Bronzmérkőzés | Bronzmérkőzés |                                   |                                   |                                   |  |  |       |       |       |
|  | F1                                      | Marokkó          | Marokkó                                | Marokkó               | 0                                | 0 (3)                            |                                  |               |               | Bronzmérkőzés |                                   |                                   |                                   |  |  |       |       |       |
|  | F1                                      | Marokkó          |                                        |                       | december 10. – Doha (al-Thumama) | december 10. – Doha (al-Thumama) | december 10. – Doha (al-Thumama) |               |               |               | december 17. – al-Rajján (Halífa) | december 17. – al-Rajján (Halífa) | december 17. – al-Rajján (Halífa) |  |  |       |       |       |
|  | E2                                      | Spanyolország    | 0 (0)                                  |                       | december 10. – Doha (al-Thumama) | december 10. – Doha (al-Thumama) | december 10. – Doha (al-Thumama) |               |               |               | december 17. – al-Rajján (Halífa) | december 17. – al-Rajján (Halífa) | december 17. – al-Rajján (Halífa) |  |  |       |       |       |
|  | E2                                      | Spanyolország    | 0 (0)                                  |                       |                                  | Marokkó                          | Marokkó                          | 1             | Horvátország  | Horvátország  | 2                                 |                                   |                                   |  |  |       |       |       |
|  | december 6. – Loszaíl                   |                  |                                        |                       |                                  | Marokkó                          | Marokkó                          | 1             | Horvátország  | Horvátország  | 2                                 |                                   |                                   |  |  |       |       |       |
|  |                                         |                  | Portugália                             | Portugália            | 0                                |                                  |                                  | Marokkó       | Marokkó       | 1             |                                   |                                   |                                   |  |  |       |       |       |
|  | H1                                      | Portugália       | Portugália                             | Portugália            | 0                                | 6                                |                                  | Marokkó       | Marokkó       | 1             |                                   |                                   |                                   |  |  |       |       |       |
|  | H1                                      | Portugália       |                                        |                       |                                  |                                  |                                  |               |               |               |                                   |                                   |                                   |  |  |       |       |       |
|  | G2                                      | Svájc            | 1                                      |                       |                                  |                                  |                                  |               |               |               |                                   |                                   |                                   |  |  |       |       |       |
|  | G2                                      | Svájc            | 1                                      |                       |                                  |                                  |                                  |               |               |               |                                   |                                   |                                   |  |  |       |       |       |

### Nyolcaddöntők
| 2022. december 3. 18:00 (16:00) |

| Hollandia                          | 3–1               | Egyesült Államok |
| ---------------------------------- | ----------------- | ---------------- |
| Depay 10' Blind 45+1' Dumfries 81' | (2–0) Jegyzőkönyv | Wright 76'       |

| Halífa Nemzetközi Stadion, al-Rajján Nézőszám: 44 846 Játékvezető: Wilton Sampaio (brazil) |

| 2022. december 3. 22:00 (20:00) |

| Argentína             | 2–1               | Ausztrália            |
| --------------------- | ----------------- | --------------------- |
| Messi 35' Álvarez 57' | (1–0) Jegyzőkönyv | Fernández 77' (öngól) |

| Ahmad bin Ali Stadion, al-Rajján Nézőszám: 45 032 Játékvezető: Szymon Marciniak (lengyel) |

| 2022. december 4. 18:00 (16:00) |

| Franciaország               | 3–1               | Lengyelország                |
| --------------------------- | ----------------- | ---------------------------- |
| Giroud 44' Mbappé 74' 90+1' | (1–0) Jegyzőkönyv | Lewandowski 90+9' (11-esből) |

| al-Thumama Stadion, Doha Nézőszám: 40 989 Játékvezető: Jesús Valenzuela (venezuelai) |

| 2022. december 4. 22:00 (20:00) |

| Anglia                            | 3–0               | Szenegál |
| --------------------------------- | ----------------- | -------- |
| Henderson 38' Kane 45+3' Saka 57' | (2–0) Jegyzőkönyv |          |

| Al Bayt Stadion, al-Hor Nézőszám: 65 985 Játékvezető: Iván Barton (salvadori) |

| 2022. december 5. 18:00 (16:00) |

| Japán                         | 1–1 (h. u.)                 | Horvátország                   |
| ----------------------------- | --------------------------- | ------------------------------ |
| Maeda 43'                     | (1–0, 1–1, 1–1) Jegyzőkönyv | Perišić 55'                    |
| Büntetőpárbaj                 |                             |                                |
| Minamino Mitoma Aszano Josida | 1–3                         | Vlašić Brozović Livaja Pašalić |

| el-Dzsanúb Stadion, al-Vakra Nézőszám: 42 523 Játékvezető: Ismail Elfath (amerikai) |

| 2022. december 5. 22:00 (20:00) |

| Brazília                                                      | 4–1               | Dél-Korea |
| ------------------------------------------------------------- | ----------------- | --------- |
| Vinícius 7' Neymar 13' (11-esből) Richarlison 29' Paquetá 36' | (4–0) Jegyzőkönyv | Paik 76'  |

| 974 Stadion, Doha Nézőszám: 43 847 Játékvezető: Clément Turpin (francia) |

| 2022. december 6. 18:00 (16:00) |

| Marokkó                    | 0–0 (h. u.) | Spanyolország          |
| -------------------------- | ----------- | ---------------------- |
|                            | Jegyzőkönyv |                        |
| Büntetőpárbaj              |             |                        |
| Szábírí Zíjes Bánún Hakimi | 3–0         | Sarabia Soler Busquets |

| Egyetemvárosi Stadion, al-Rajján Nézőszám: 44 667 Játékvezető: Fernando Rapallini (argentin) |

| 2022. december 6. 22:00 (20:00) |

| Portugália                                          | 6–1               | Svájc      |
| --------------------------------------------------- | ----------------- | ---------- |
| Ramos 17' 51' 67' Pepe 33' Guerreiro 55' Leão 90+2' | (2–0) Jegyzőkönyv | Akanji 58' |

| Loszaíli Nemzeti Stadion, Loszaíl Nézőszám: 83 720 Játékvezető: César Arturo Ramos (mexikói) |

### Negyeddöntők
| 2022. december 9. 18:00 (16:00) |

| Horvátország              | 1–1 (h. u.)                 | Brazília                          |
| ------------------------- | --------------------------- | --------------------------------- |
| Petković 117'             | (0–0, 0–0, 0–1) Jegyzőkönyv | Neymar 105+1'                     |
| Büntetőpárbaj             |                             |                                   |
| Vlašić Majer Modrić Oršić | 4–2                         | Rodrygo Casemiro Pedro Marquinhos |

| Egyetemvárosi Stadion, al-Rajján Nézőszám: 43 893 Játékvezető: Michael Oliver (angol) |

| 2022. december 9. 22:00 (20:00) |

| Hollandia                                         | 2–2 (h. u.)                 | Argentína                                |
| ------------------------------------------------- | --------------------------- | ---------------------------------------- |
| Weghorst 83' 90+11' Dumfries 120+8′, 120+9′       | (0–1, 2–2, 2–2) Jegyzőkönyv | Molina 35' Messi 73' (11-esből)          |
| Büntetőpárbaj                                     |                             |                                          |
| van Dijk Berghuis Koopmeiners Weghorst L. de Jong | 3–4                         | Messi Paredes Montiel Fernández Martínez |

| Loszaíli Nemzeti Stadion, Loszaíl Nézőszám: 88 235 Játékvezető: Antonio Mateu Lahoz (spanyol) |

| 2022. december 10. 18:00 (16:00) |

| Marokkó                            | 1–0               | Portugália |
| ---------------------------------- | ----------------- | ---------- |
| el-Neszjrí 42' Sedíra 90+1′, 90+3′ | (1–0) Jegyzőkönyv |            |

| al-Thumama Stadion, Doha Nézőszám: 44 198 Játékvezető: Facundo Tello (argentin) |

| 2022. december 10. 22:00 (20:00) |

| Anglia              | 1–2               | Franciaország             |
| ------------------- | ----------------- | ------------------------- |
| Kane 54' (11-esből) | (0–1) Jegyzőkönyv | Tchouaméni 17' Giroud 78' |

| Al Bayt Stadion, al-Hor Nézőszám: 68 895 Játékvezető: Wilton Sampaio (brazil) |

### Elődöntők
| 2022. december 13. 22:00 (20:00) |

| Argentína                            | 3–0               | Horvátország |
| ------------------------------------ | ----------------- | ------------ |
| Messi 34' (11-esből) Álvarez 39' 69' | (2–0) Jegyzőkönyv |              |

| Loszaíli Nemzeti Stadion, Loszaíl Nézőszám: 88 966 Játékvezető: Daniele Orsato (olasz) |

| 2022. december 14. 22:00 (20:00) |

| Franciaország                  | 2–0               | Marokkó |
| ------------------------------ | ----------------- | ------- |
| T. Hernández 5' Kolo Muani 79' | (1–0) Jegyzőkönyv |         |

| Al Bayt Stadion, al-Hor Nézőszám: 68 294 Játékvezető: César Arturo Ramos (mexikói) |

### Bronzmérkőzés
| 2022. december 17. 18:00 (16:00) |

| Horvátország          | 2–1               | Marokkó |
| --------------------- | ----------------- | ------- |
| Gvardiol 7' Oršić 42' | (2–1) Jegyzőkönyv | Dárí 9' |

| Halífa Nemzetközi Stadion, al-Rajján Nézőszám: 44 137 Játékvezető: Abdulramán al-Dzsasszím (katari) |

### Döntő
| 2022. december 18. 18:00 (16:00) |

| Argentína                              | 3–3 (h. u.)                 | Franciaország                             |
| -------------------------------------- | --------------------------- | ----------------------------------------- |
| Messi 23' (11-esből) 108' Di María 36' | (2–0, 2–2, 2–2) Jegyzőkönyv | Mbappé 80' (11-esből) 81' 118' (11-esből) |
| Büntetőpárbaj                          |                             |                                           |
| Messi Dybala Paredes Montiel           | 4–2                         | Mbappé Coman Tchouaméni Kolo Muani        |

| Loszaíli Nemzeti Stadion, Loszaíl Nézőszám: 88 966 Játékvezető: Szymon Marciniak (lengyel) |

| A 2022-es labdarúgó-világbajnokság győztese |
| ------------------------------------------- |
| · Argentína · 3. cím                        |

## Gólszerzők
8 gólos
- Kylian Mbappé

7 gólos
- Lionel Messi

4 gólos
- Julián Álvarez
- Olivier Giroud

3 gólos
- Marcus Rashford
- Bukayo Saka
- Richarlison
- Enner Valencia
- Cody Gakpo
- Gonçalo Ramos
- Álvaro Morata

2 gólos
- Harry Kane
- Neymar
- Cso Geszung
- Mohammed Kudus
- Wout Weghorst
- Andrej Kramarić
- Mehdi Táremi
- Dóan Ricu
- Vincent Aboubakar
- Robert Lewandowski
- Júszef el-Neszjrí
- Niclas Füllkrug
- Kai Havertz
- Bruno Fernandes
- Rafael Leão
- Ferrán Torres
- Breel Embolo
- Szálem al-Davszarí
- Aleksandar Mitrović
- Giorgian De Arrascaeta

1 gólos
- Jude Bellingham
- Phil Foden
- Jack Grealish
- Jordan Henderson
- Raheem Sterling
- Ángel Di María
- Enzo Fernández
- Alexis Mac Allister
- Nahuel Molina
- Mitchell Duke
- Craig Goodwin
- Mathew Leckie
- Michy Batshuayi
- Casemiro
- Vinícius Júnior
- Lucas Paquetá
- Keysher Fuller
- Yeltsin Tejeda
- Andreas Christensen
- Hvang Hicshan
- Kim Jonggvon
- Paik Szungho
- Moisés Caicedo
- Christian Pulisic
- Timothy Weah
- Haji Wright
- Theo Hernández
- Randal Kolo Muani
- Adrien Rabiot
- Aurélien Tchouaméni
- André Ayew
- Osman Bukari
- Mohammed Salisu
- Daley Blind
- Frenkie de Jong
- Memphis Depay
- Denzel Dumfries
- Davy Klaassen
- Joško Gvardiol
- Marko Livaja
- Lovro Majer
- Mislav Oršić
- Ivan Perišić
- Bruno Petković
- Ruzbé Csesmi
- Ramin Rezajan
- Aszano Takuma
- Maeda Daizen
- Tanaka Ao
- Alphonso Davies
- Jean-Charles Castelletto
- Eric Maxim Choupo-Moting
- Mohammed Muntari
- Piotr Zieliński
- Zakaríá Ábúhlál
- Ásraf Dárí
- Abdelhamíd Szábírí
- Hakím Zíjes
- Luis Chávez
- Henry Martín
- Serge Gnabry
- İlkay Gündoğan
- João Félix
- Raphaël Guerreiro
- Ricardo Horta
- Pepe
- Cristiano Ronaldo
- Marco Asensio
- Gavi
- Dani Olmo
- Carlos Soler
- Remo Freuler
- Xherdan Shaqiri
- Száleh al-Seri
- Boulaye Dia
- Famara Diédhiou
- Bamba Dieng
- Kalidou Koulibaly
- Ismaïla Sarr
- Sergej Milinković-Savić
- Strahinja Pavlović
- Dušan Vlahović
- Vahbí Hazrí
- Gareth Bale

1 öngólos
- Enzo Fernández (Ausztrália ellen)
- Nájf Ákerd (Kanada ellen)
- Manuel Neuer (Costa Rica ellen)

## Lapok
Az alábbi, kinyitható táblázatban találhatók azok a játékosok, akik sárga vagy piros lapot kaptak.
Alapvető sorrend:
- kiállítások száma (csökkenő);
- második sárga lap miatti kiállítások száma (csökkenő);
- sárga lapok száma (csökkenő);
- országnév;
- játékosnév.

| Játékos                 | Ország           | kiállítva | sárga lap · 2. sárga lap · kiállítva | Sárga lap | Összesen |
| ----------------------- | ---------------- | --------- | ------------------------------------ | --------- | -------- |
| Wayne Hennessey         | Wales            | 1         |                                      |           | 1        |
| Denzel Dumfries         | Hollandia        |           | 1                                    |           | 3        |
| Vincent Aboubakar       | Kamerun          |           | 1                                    |           | 3        |
| Valíd Sedíra            | Marokkó          |           | 1                                    |           | 3        |
| Marcos Acuña            | Argentína        |           |                                      | 3         | 3        |
| Gonzalo Montiel         | Argentína        |           |                                      | 3         | 3        |
| Nicolás Otamendi        | Argentína        |           |                                      | 2         | 2        |
| Leandro Paredes         | Argentína        |           |                                      | 2         | 2        |
| Cristian Romero         | Argentína        |           |                                      | 2         | 2        |
| Miloš Degenek           | Ausztrália       |           |                                      | 2         | 2        |
| Jackson Irvine          | Ausztrália       |           |                                      | 2         | 2        |
| Amadou Onana            | Belgium          |           |                                      | 2         | 2        |
| Francisco Calvo         | Costa Rica       |           |                                      | 2         | 2        |
| Csong Ujong             | Dél-Korea        |           |                                      | 2         | 2        |
| Jhegson Mendez          | Ecuador          |           |                                      | 2         | 2        |
| Alidu Seidu             | Ghána            |           |                                      | 2         | 2        |
| Mateo Kovačić           | Horvátország     |           |                                      | 2         | 2        |
| Alirezá Dzsahánbahs     | Irán             |           |                                      | 2         | 2        |
| Itakura Kó              | Japán            |           |                                      | 2         | 2        |
| Collins Fai             | Kamerun          |           |                                      | 2         | 2        |
| Matty Cash              | Lengyelország    |           |                                      | 2         | 2        |
| Fabian Schär            | Svájc            |           |                                      | 2         | 2        |
| Abdulelá al-Amri        | Szaúd-Arábia     |           |                                      | 2         | 2        |
| Abdulellá al-Malki      | Szaúd-Arábia     |           |                                      | 2         | 2        |
| Idrissa Gueye           | Szenegál         |           |                                      | 2         | 2        |
| Nemanja Gudelj          | Szerbia          |           |                                      | 2         | 2        |
| Saša Lukić              | Szerbia          |           |                                      | 2         | 2        |
| Nikola Milenković       | Szerbia          |           |                                      | 2         | 2        |
| Strahinja Pavlović      | Szerbia          |           |                                      | 2         | 2        |
| Harry Maguire           | Anglia           |           |                                      | 1         | 1        |
| Enzo Fernández          | Argentína        |           |                                      | 1         | 1        |
| Emiliano Martínez       | Argentína        |           |                                      | 1         | 1        |
| Lisandro Martínez       | Argentína        |           |                                      | 1         | 1        |
| Lionel Messi            | Argentína        |           |                                      | 1         | 1        |
| Germán Pezzella         | Argentína        |           |                                      | 1         | 1        |
| Aziz Behich             | Ausztrália       |           |                                      | 1         | 1        |
| Mitchell Duke           | Ausztrália       |           |                                      | 1         | 1        |
| Aaron Mooy              | Ausztrália       |           |                                      | 1         | 1        |
| Yannick Carrasco        | Belgium          |           |                                      | 1         | 1        |
| Leander Dendoncker      | Belgium          |           |                                      | 1         | 1        |
| Thomas Meunier          | Belgium          |           |                                      | 1         | 1        |
| Casemiro                | Brazília         |           |                                      | 1         | 1        |
| Danilo                  | Brazília         |           |                                      | 1         | 1        |
| Fred                    | Brazília         |           |                                      | 1         | 1        |
| Bruno Guimarães         | Brazília         |           |                                      | 1         | 1        |
| Marquinhos              | Brazília         |           |                                      | 1         | 1        |
| Éder Militão            | Brazília         |           |                                      | 1         | 1        |
| Celso Borges            | Costa Rica       |           |                                      | 1         | 1        |
| Joel Campbell           | Costa Rica       |           |                                      | 1         | 1        |
| Anthony Contreras       | Costa Rica       |           |                                      | 1         | 1        |
| Óscar Duarte            | Costa Rica       |           |                                      | 1         | 1        |
| Andreas Christensen     | Dánia            |           |                                      | 1         | 1        |
| Andreas Cornelius       | Dánia            |           |                                      | 1         | 1        |
| Mathias Jensen          | Dánia            |           |                                      | 1         | 1        |
| Rasmus Kristensen       | Dánia            |           |                                      | 1         | 1        |
| Robert Skov             | Dánia            |           |                                      | 1         | 1        |
| Cso Geszung             | Dél-Korea        |           |                                      | 1         | 1        |
| Hvang Hicshan           | Dél-Korea        |           |                                      | 1         | 1        |
| I Kanging               | Dél-Korea        |           |                                      | 1         | 1        |
| Kim Jonggvon            | Dél-Korea        |           |                                      | 1         | 1        |
| Moisés Caicedo          | Ecuador          |           |                                      | 1         | 1        |
| Kellyn Acosta           | Egyesült Államok |           |                                      | 1         | 1        |
| Tyler Adams             | Egyesült Államok |           |                                      | 1         | 1        |
| Sergiño Dest            | Egyesült Államok |           |                                      | 1         | 1        |
| Weston McKennie         | Egyesült Államok |           |                                      | 1         | 1        |
| Tim Ream                | Egyesült Államok |           |                                      | 1         | 1        |
| Ousmane Dembélé         | Franciaország    |           |                                      | 1         | 1        |
| Olivier Giroud          | Franciaország    |           |                                      | 1         | 1        |
| Antoine Griezmann       | Franciaország    |           |                                      | 1         | 1        |
| Theo Hernández          | Franciaország    |           |                                      | 1         | 1        |
| Jules Koundé            | Franciaország    |           |                                      | 1         | 1        |
| Adrien Rabiot           | Franciaország    |           |                                      | 1         | 1        |
| Aurélien Tchouaméni     | Franciaország    |           |                                      | 1         | 1        |
| Marcus Thuram           | Franciaország    |           |                                      | 1         | 1        |
| Daniel Amartey          | Ghána            |           |                                      | 1         | 1        |
| André Ayew              | Ghána            |           |                                      | 1         | 1        |
| Mohammed Kudus          | Ghána            |           |                                      | 1         | 1        |
| Tariq Lamptey           | Ghána            |           |                                      | 1         | 1        |
| Kamaldeen Sulemana      | Ghána            |           |                                      | 1         | 1        |
| Iñaki Williams          | Ghána            |           |                                      | 1         | 1        |
| Nathan Aké              | Hollandia        |           |                                      | 1         | 1        |
| Steven Berghuis         | Hollandia        |           |                                      | 1         | 1        |
| Steven Bergwijn         | Hollandia        |           |                                      | 1         | 1        |
| Memphis Depay           | Hollandia        |           |                                      | 1         | 1        |
| Frenkie de Jong         | Hollandia        |           |                                      | 1         | 1        |
| Matthijs de Ligt        | Hollandia        |           |                                      | 1         | 1        |
| Teun Koopmeiners        | Hollandia        |           |                                      | 1         | 1        |
| Noa Lang                | Hollandia        |           |                                      | 1         | 1        |
| Jurriën Timber          | Hollandia        |           |                                      | 1         | 1        |
| Wout Weghorst           | Hollandia        |           |                                      | 1         | 1        |
| Borna Barišić           | Horvátország     |           |                                      | 1         | 1        |
| Marcelo Brozović        | Horvátország     |           |                                      | 1         | 1        |
| Dominik Livaković       | Horvátország     |           |                                      | 1         | 1        |
| Dejan Lovren            | Horvátország     |           |                                      | 1         | 1        |
| Luka Modrić             | Horvátország     |           |                                      | 1         | 1        |
| Bruno Petković          | Horvátország     |           |                                      | 1         | 1        |
| Madzsid Husszeini       | Irán             |           |                                      | 1         | 1        |
| Abolfazl Jalali         | Irán             |           |                                      | 1         | 1        |
| Mohammad Kanáni         | Irán             |           |                                      | 1         | 1        |
| Morteza Puraligandzsi   | Irán             |           |                                      | 1         | 1        |
| Ramin Rezajan           | Irán             |           |                                      | 1         | 1        |
| Endó Vataru             | Japán            |           |                                      | 1         | 1        |
| Jamane Miki             | Japán            |           |                                      | 1         | 1        |
| Josida Maja             | Japán            |           |                                      | 1         | 1        |
| Tanigucsi Sógo          | Japán            |           |                                      | 1         | 1        |
| Christian Bassogog      | Kamerun          |           |                                      | 1         | 1        |
| Nicolas N’Koulou        | Kamerun          |           |                                      | 1         | 1        |
| Pierre Kunde            | Kamerun          |           |                                      | 1         | 1        |
| Nouhou Tolo             | Kamerun          |           |                                      | 1         | 1        |
| Sam Adekugbe            | Kanada           |           |                                      | 1         | 1        |
| Tajon Buchanan          | Kanada           |           |                                      | 1         | 1        |
| Alphonso Davies         | Kanada           |           |                                      | 1         | 1        |
| Junior Hoilett          | Kanada           |           |                                      | 1         | 1        |
| Alistair Johnston       | Kanada           |           |                                      | 1         | 1        |
| Kamal Miller            | Kanada           |           |                                      | 1         | 1        |
| Jonathan Osorio         | Kanada           |           |                                      | 1         | 1        |
| Steven Vitoria          | Kanada           |           |                                      | 1         | 1        |
| Acsram Afíf             | Katar            |           |                                      | 1         | 1        |
| Almaz Ali               | Katar            |           |                                      | 1         | 1        |
| Szad ál-Síb             | Katar            |           |                                      | 1         | 1        |
| Omám Ámed               | Katar            |           |                                      | 1         | 1        |
| Asszim Madibo           | Katar            |           |                                      | 1         | 1        |
| Ismáel Mohammad         | Katar            |           |                                      | 1         | 1        |
| Karim Boudiaf           | Katar            |           |                                      | 1         | 1        |
| Bartosz Bereszyński     | Lengyelország    |           |                                      | 1         | 1        |
| Przemysław Frankowski   | Lengyelország    |           |                                      | 1         | 1        |
| Jakub Kiwior            | Lengyelország    |           |                                      | 1         | 1        |
| Grzegorz Krychowiak     | Lengyelország    |           |                                      | 1         | 1        |
| Arkadiusz Milik         | Lengyelország    |           |                                      | 1         | 1        |
| Szelím Ámalah           | Marokkó          |           |                                      | 1         | 1        |
| Szofjan Amrabat         | Marokkó          |           |                                      | 1         | 1        |
| Szofján Búfál           | Marokkó          |           |                                      | 1         | 1        |
| Ásraf Dárí              | Marokkó          |           |                                      | 1         | 1        |
| Rúmán Szájsz            | Marokkó          |           |                                      | 1         | 1        |
| Abdelhamíd Szábírí      | Marokkó          |           |                                      | 1         | 1        |
| Azádín Únáhí            | Marokkó          |           |                                      | 1         | 1        |
| Roberto Alvarado        | Mexikó           |           |                                      | 1         | 1        |
| Edson Álvarez           | Mexikó           |           |                                      | 1         | 1        |
| Néstor Araujo           | Mexikó           |           |                                      | 1         | 1        |
| Erick Gutiérrez         | Mexikó           |           |                                      | 1         | 1        |
| Héctor Herrera          | Mexikó           |           |                                      | 1         | 1        |
| Héctor Moreno           | Mexikó           |           |                                      | 1         | 1        |
| Jorge Sánchez           | Mexikó           |           |                                      | 1         | 1        |
| Leon Goretzka           | Németország      |           |                                      | 1         | 1        |
| Thilo Kehrer            | Németország      |           |                                      | 1         | 1        |
| Joshua Kimmich          | Németország      |           |                                      | 1         | 1        |
| Rúben Dias              | Portugália       |           |                                      | 1         | 1        |
| Bruno Fernandes         | Portugália       |           |                                      | 1         | 1        |
| João Félix              | Portugália       |           |                                      | 1         | 1        |
| Rúben Neves             | Portugália       |           |                                      | 1         | 1        |
| Danilo Pereira          | Portugália       |           |                                      | 1         | 1        |
| Vitinha                 | Portugália       |           |                                      | 1         | 1        |
| Sergio Busquets         | Spanyolország    |           |                                      | 1         | 1        |
| Aymeric Laporte         | Spanyolország    |           |                                      | 1         | 1        |
| Manuel Akanji           | Svájc            |           |                                      | 1         | 1        |
| Eray Cömert             | Svájc            |           |                                      | 1         | 1        |
| Nico Elvedi             | Svájc            |           |                                      | 1         | 1        |
| Fabian Rieder           | Svájc            |           |                                      | 1         | 1        |
| Ruben Vargas            | Svájc            |           |                                      | 1         | 1        |
| Silvan Widmer           | Svájc            |           |                                      | 1         | 1        |
| Granit Xhaka            | Svájc            |           |                                      | 1         | 1        |
| Szaúd Abdulhámid        | Szaúd-Arábia     |           |                                      | 1         | 1        |
| Naváf al-Abid           | Szaúd-Arábia     |           |                                      | 1         | 1        |
| Ali al-Bulaíhi          | Szaúd-Arábia     |           |                                      | 1         | 1        |
| Szálem al-Davszarí      | Szaúd-Arábia     |           |                                      | 1         | 1        |
| Ali al-Hasszán          | Szaúd-Arábia     |           |                                      | 1         | 1        |
| Mohammed al-Ovaisz      | Szaúd-Arábia     |           |                                      | 1         | 1        |
| Száleh al-Seri          | Szaúd-Arábia     |           |                                      | 1         | 1        |
| Hasszán al-Tambakti     | Szaúd-Arábia     |           |                                      | 1         | 1        |
| Hattan Báebri           | Szaúd-Arábia     |           |                                      | 1         | 1        |
| Abdullá Madu            | Szaúd-Arábia     |           |                                      | 1         | 1        |
| Pathé Ciss              | Szenegál         |           |                                      | 1         | 1        |
| Boulaye Dia             | Szenegál         |           |                                      | 1         | 1        |
| Ismail Jakobs           | Szenegál         |           |                                      | 1         | 1        |
| Kalidou Koulibaly       | Szenegál         |           |                                      | 1         | 1        |
| Nampalys Mendy          | Szenegál         |           |                                      | 1         | 1        |
| Luka Jović              | Szerbia          |           |                                      | 1         | 1        |
| Sergej Milinković-Savić | Szerbia          |           |                                      | 1         | 1        |
| Aleksandar Mitrović     | Szerbia          |           |                                      | 1         | 1        |
| Predrag Rajković        | Szerbia          |           |                                      | 1         | 1        |
| Ali Abdi                | Tunézia          |           |                                      | 1         | 1        |
| Taha Henisszi           | Tunézia          |           |                                      | 1         | 1        |
| Vadzsdi Kecsrida        | Tunézia          |           |                                      | 1         | 1        |
| Aíssza Lajduni          | Tunézia          |           |                                      | 1         | 1        |
| Ferdzsání Szászí        | Tunézia          |           |                                      | 1         | 1        |
| Rodrigo Bentancur       | Uruguay          |           |                                      | 1         | 1        |
| Martín Cáceres          | Uruguay          |           |                                      | 1         | 1        |
| Edinson Cavani          | Uruguay          |           |                                      | 1         | 1        |
| Sebastián Coates        | Uruguay          |           |                                      | 1         | 1        |
| José Giménez            | Uruguay          |           |                                      | 1         | 1        |
| Darwin Núñez            | Uruguay          |           |                                      | 1         | 1        |
| Mathías Olivera         | Uruguay          |           |                                      | 1         | 1        |
| Luis Suárez             | Uruguay          |           |                                      | 1         | 1        |
| Gareth Bale             | Wales            |           |                                      | 1         | 1        |
| Daniel James            | Wales            |           |                                      | 1         | 1        |
| Aaron Ramsey            | Wales            |           |                                      | 1         | 1        |
| Joe Rodon               | Wales            |           |                                      | 1         | 1        |
| Chris Mepham            | Wales            |           |                                      | 1         | 1        |

## Díjak
A FIFA a következő díjakat osztotta ki a világbajnokság után:
Fair Play-díj
A FIFA Fair Play-díjat annak a csapat tagjai kapták, amely a Fair Play-verseny első helyén végzett. A díjon kívül 50 000 dollár jutalomban is részesültek, amelyet utánpótlás-nevelésre használhattak fel.
Arany-, Ezüst- és Bronzcipő
Az Aranycipő díjat az a játékos kapta, aki a legtöbb gólt szerezte a világbajnokságon. Ha két vagy több játékos ugyanannyi gólt ért el, akkor a gólpasszok száma döntött (a FIFA Technikai Bizottságának döntése alapján). Ha ez is egyenlő, akkor a játszott percek számítottak, a kevesebb időt pályán töltött játékos végzett előrébb. Az Ezüst- és Bronzcipő díjat a második és harmadik helyen végzett játékosok kapták.
Arany-, Ezüst- és Bronzlabda
Az Aranylabda díjat a FIFA Technikai Bizottsága által megválasztott legjobb játékos kapta. Az Ezüst- és Bronzlabda díjat a második és harmadik helyen végzett játékosok kapták.
Aranykesztyű
Az Aranykesztyű díjat a FIFA Technikai Bizottsága által megválasztott legjobb kapus kapta.
Legjobb fiatal játékos
A FIFA különdíjjal jutalmazta a legjobb fiatal játékost a FIFA Technikai Bizottságának döntése alapján.
| Aranycipő              | Ezüstcipő         | Bronzcipő                   |
| ---------------------- | ----------------- | --------------------------- |
| Kylian Mbappé          | Lionel Messi      | Olivier Giroud              |
| 8 gól, 2 gólpassz      | 7 gól, 3 gólpassz | 4 gól, 0 gólpassz, 464 perc |
| Aranylabda             | Ezüstlabda        | Bronzlabda                  |
| Lionel Messi           | Kylian Mbappé     | Luka Modrić                 |
| Aranykesztyű           |                   |                             |
| Emiliano Martínez      |                   |                             |
| Legjobb fiatal játékos |                   |                             |
| Enzo Fernández         |                   |                             |
| FIFA Fair Play-díj     |                   |                             |
| Anglia                 |                   |                             |

## Végeredmény

A 2022-es labdarúgó-világbajnokságon részt vevő országok helyezései

Az első négy helyezett utáni sorrend nem tekinthető hivatalosnak, mivel ezekért a helyekért nem játszottak mérkőzéseket. Ezért e helyezések meghatározása a következők szerint történt:
1. több szerzett pont (a 11-esekkel eldöntött találkozók a hosszabbítást követő eredménnyel, döntetlenként szerepelnek),
2. jobb gólkülönbség,
3. több szerzett gól,
4. név.

| Hely. | Csapat           | M | Gy | D | V | G+ | G– | Gk | P  |
| ----- | ---------------- | - | -- | - | - | -- | -- | -- | -- |
|       | Argentína        | 7 | 4  | 2 | 1 | 15 | 8  | +7 | 14 |
|       | Franciaország    | 7 | 5  | 1 | 1 | 16 | 8  | +8 | 16 |
|       | Horvátország     | 7 | 2  | 4 | 1 | 8  | 7  | +1 | 10 |
| 4.    | Marokkó          | 7 | 3  | 2 | 2 | 6  | 5  | +1 | 11 |
|       |                  |   |    |   |   |    |    |    |    |
| 5.    | Hollandia        | 5 | 3  | 2 | 0 | 10 | 4  | +6 | 11 |
| 6.    | Anglia           | 5 | 3  | 1 | 1 | 13 | 4  | +9 | 10 |
| 7.    | Brazília         | 5 | 3  | 1 | 1 | 8  | 3  | +5 | 10 |
| 8.    | Portugália       | 5 | 3  | 0 | 2 | 12 | 6  | +6 | 9  |
|       |                  |   |    |   |   |    |    |    |    |
| 9.    | Japán            | 4 | 2  | 1 | 1 | 5  | 4  | +1 | 7  |
| 10.   | Szenegál         | 4 | 2  | 0 | 2 | 5  | 7  | −2 | 6  |
| 11.   | Ausztrália       | 4 | 2  | 0 | 2 | 4  | 6  | −2 | 6  |
| 12.   | Svájc            | 4 | 2  | 0 | 2 | 5  | 9  | −4 | 6  |
| 13.   | Spanyolország    | 4 | 1  | 2 | 1 | 9  | 3  | +6 | 5  |
| 14.   | Egyesült Államok | 4 | 1  | 2 | 1 | 3  | 4  | −1 | 5  |
| 15.   | Lengyelország    | 4 | 1  | 1 | 2 | 3  | 5  | −2 | 4  |
| 16.   | Dél-Korea        | 4 | 1  | 1 | 2 | 5  | 8  | −3 | 4  |
|       |                  |   |    |   |   |    |    |    |    |
| 17.   | Németország      | 3 | 1  | 1 | 1 | 6  | 5  | +1 | 4  |
| 18.   | Ecuador          | 3 | 1  | 1 | 1 | 4  | 3  | +1 | 4  |
| 19.   | Kamerun          | 3 | 1  | 1 | 1 | 4  | 4  | 0  | 4  |
| 20.   | Uruguay          | 3 | 1  | 1 | 1 | 2  | 2  | 0  | 4  |
| 21.   | Tunézia          | 3 | 1  | 1 | 1 | 1  | 1  | 0  | 4  |
| 22.   | Mexikó           | 3 | 1  | 1 | 1 | 2  | 3  | −1 | 4  |
| 23.   | Belgium          | 3 | 1  | 1 | 1 | 1  | 2  | −1 | 4  |
| 24.   | Ghána            | 3 | 1  | 0 | 2 | 5  | 7  | −2 | 3  |
| 25.   | Szaúd-Arábia     | 3 | 1  | 0 | 2 | 3  | 5  | −2 | 3  |
| 26.   | Irán             | 3 | 1  | 0 | 2 | 4  | 7  | −3 | 3  |
| 27.   | Costa Rica       | 3 | 1  | 0 | 2 | 3  | 11 | −8 | 3  |
| 28.   | Dánia            | 3 | 0  | 1 | 2 | 1  | 3  | −2 | 1  |
| 29.   | Szerbia          | 3 | 0  | 1 | 2 | 5  | 8  | −3 | 1  |
| 30.   | Wales            | 3 | 0  | 1 | 2 | 1  | 6  | −5 | 1  |
| 31.   | Kanada           | 3 | 0  | 0 | 3 | 2  | 7  | −5 | 0  |
| 32.   | Katar (R)        | 3 | 0  | 0 | 3 | 1  | 7  | −6 | 0  |

## Történelmi események, rekordok
- Katar válogatottja először jutott ki a világbajnokságra történetük során. Rendező országként ők az elsők, akik az Ecuador elleni mérkőzésen vereséggel kezdték a tornát.[58] A vb-k történetében először fordult elő, hogy az első gól büntetőből született.[59]
- Az Anglia–Irán volt az első tétmérkőzés, ahol a két válogatott találkozott egymással. Ez volt a tornák történetében a második alkalom, amikor kapuscserét kellett végrehajtani (legutóbb ilyen a 2014-es világbajnokságon fordult elő). Ezen a mérkőzésen ítélték meg a tornák történetének leghosszabb hosszabbítását: az első félidő végén 14, míg a második félidő végén 13 perc hosszabbításra került sor, vagyis összesen 27 percet hosszabbított Raphael Claus játékvezető. Jude Bellingham ezen a mérkőzésen szerezte meg első gólját az angol válogatottban és az angol labdarúgás történetének harmadik legfiatalabb vb-résztvevője Michael Owen és Luke Shaw mögött. Marcus Rashford gólja egy csere által a harmadik leggyorsabban szerzett találat a torna történetében, mindössze 49 másodperc kellett a játékosnak, hogy betaláljon.[60] A mérkőzés első félidejében az angolok 366 sikeres passzt hajtottak végre, ami a második legtöbb 1966 óta a tornák történetében (2018-ban Spanyolország 395 sikeres passzt hajtott végre), a másik oldalon pedig Irán hajtotta végre a legkevesebb sikeres passzt (46-ot összesen). Ez lett az iráni válogatott vb-történelmének legsúlyosabb veresége, ezt megelőzően 1978-ban kaptak ki Perutól 4–1-re. Mehdi Táremi lett az iráni válogatott legeredményesebb világbajnoki gólszerzője 2 találattal és a csoportkörök során ő szerezte a legkésőbbi gólt (90+13. perc). 1954 óta ez lett Angliának a legtöbb gólt hozó vb-mérkőzése.[61]
- Hollandia és Szenegál válogatottja először találkozott egymással tétmérkőzésen. Ez a mérkőzés volt a hollandok kapusának, a 28 éves Andries Noppertnek a debütálása.[62] A 90+9. percben Davy Klassen szerezte a tornák történetének második legkésőbbi gólját a csoportkörök során. Szenegál története során először szenvedett vereséget az első vb-mérkőzésén. Ez volt Virgil van Dijk első mérkőzése világversenyen.[63]
- Wales 1958 után szerepelt újra világbajnokságon[64] és Gareth Bale révén 64 év után szerzett ismét gólt vb-mérkőzésen.[65]
- Az Argentína–Szaúd-Arábia mérkőzésen Lionel Messi lett az első dél-amerikai játékos, aki 5 egymást követő világbajnokságon is szerepelt.[66] Szaúd-Arábia végett vetett az argentínok 36 mérkőzésig tartó veretlenségi sorozatának.[67] Argentína 1990 óta először vesztette el az első mérkőzését és sorozatban másodjára nem tudta megnyerni azt (2018-ban Izland ellen játszottak döntetlent).
- A Dánia–Tunézia mérkőzésen Christian Eriksen 5 gólhelyzetet dolgozott ki, amit korábban senki nem tett meg egy világbajnokságon. Ezenkívül két Brentford FC játékos (Mathias Jensen és Mikkel Damsgaard) szerepelt először együtt a tornák történetében egy mérkőzésen belül.[68]
- A mexikói válogatott Lengyelországgal szemben hetedik egymást követő világbajnokságán kezdett veretlenül. Guillermo Ochoa 1930 óta az első mexikói kapus, aki egy mérkőzésen tizenegyest hárított.[69]
- Az Ausztrália–Franciaország mérkőzésen 1982 óta a franciák második leggyorsabban kapott gólt kapták Craig Goodwintől. Adrien Rabiot 1998 óta az első francia játékos, aki első debütáló vb-mérkőzésén gólt szerzett és gólpasszt is kiosztott.[70]
- Luka Modrić lett az első játékos, aki három évtizedben is pályára lépett világ-, illetve Európa-bajnokságon.[71]
- A német válogatott Japán ellen másodszor veszített el úgy egy világbajnoki mérkőzést, hogy még a félidőben nyerésre állt (1978-ban Ausztria ellen volt utoljára ilyen) és 1994 óta az első mérkőzést, amikor megszerezték az első gólt (akkor ez a bolgárok elleni negyeddöntő volt). Japán először nyert vb-mérkőzést úgy, hogy az első félidőben még hátrányban volt. Youssoufa Moukoko 18 évesen és 3 naposan lett a tornák történetének legfiatalabb német játékosa.[72]
- Spanyolország Costa Rica ellen (7–0) aratta legnagyobb arányú győzelmét a világbajnokságok történetében (előtte az 1998-as bolgárok elleni 6–1-es mérkőzés volt a legnagyobb arányú). Gavi lett a tornák történetében a harmadik legfiatalabb gólszerző. Spanyolország Dani Olmo révén a hatodik válogatott lett, amelyik 100 világbajnoki góllal rendelkezik az összes tornát figyelembe véve.[73] Ez volt Costa Rica legnagyobb veresége a vb-k történetében.[74]
- A belga válogatott Kanada 1–0-ás legyőzésével egymás után a nyolcadik világbajnoki csoportmérkőzését nyerte meg. Erre ezidáig Brazília volt egyedül képes kétszer (1986 és 1994, illetve 2002 és 2010 között).[75]
- Lionel Messi, Cristiano Ronaldo és Andres Guardado pályafutása során az ötödik, míg Thomas Müller, Luis Suárez, Luka Modrić, Ángel Di María, Edinson Cavani, Manuel Neuer, Pepe, Sergio Busquets és Hugo Lloris a negyedik világbajnokságán vett részt.
- Svájc a Kamerun elleni mérkőzéssel már (1994 óta) a hatodik világbajnokságát nyitotta pontszerzéssel. Kamerun válogatottja a nyolcadik világbajnokságán (afrikai országként ők jutottak ki a legtöbb alkalommal az eseményre) egymás után nyolcadik világbajnoki mérkőzését veszítette el (erre ezidáig Mexikó volt képes, amikor 1930 és 1958 között sorozatban kilenc mérkőzést nem nyert meg). Xherdan Shaqiri lett a második svájci labdarúgó Valon Behrami óta aki négy világbajnokságon szerepelt.[76]
- Az Uruguay–Dél-Korea mérkőzés volt a torna negyedik gól nélküli döntetlenje. Ezzel nyolc válogatott kezdett 0–0-val, ami 1982 óta a legtöbb a tornák történetében (akkor az első forduló során 3 mérkőzés zárult gól nélküli döntetlennel). Uruguay a 2014-es torna óta (legutóbb Wayne Rooney talált be az angolok részéről) már az ötödik csoportmérkőzésén (465 percen keresztül) nem kapott gólt ellenfeleitől. Ez volt a vb-k története során az első mérkőzés, amelyen nem volt kaput eltaláló lövés (eddig az 1986-os dán-skót mérkőzésen volt a legkevesebb kaput eltaláló lövés, akkor csak egy darab volt).[77]
- A Portugália–Ghána mérkőzésen Cristiano Ronaldo lett az első férfi játékos, aki öt különböző világbajnokságon gólt tudott szerezni.[78] Ezen kívül ő az első labdarúgó, aki összesen tíz nagy tornán (Európa-bajnokság, világbajnokságon) pályára lépett. Emellett az ő gólja volt a portugál válogatott 50. találata a világbajnokságon és ő a második csapatkapitány a világbajnokságok történetében, akinek a mérkőzés időpontjában nem volt klubcsapata (előtte csak a kanadai Bruce Wilson szerepelt így 1986-ban).[79]
- Richarlison lett 2014 óta az első brazil játékos, aki egy mérkőzésen (Szerbia ellen) két gólt is szerzett. Ezzel a mérkőzéssel együtt Brazília már 88 éve veretlenül kezdte a világbajnokságokat.[80]
- A Szenegál–Katar csoportmérkőzés 78. percében Mohammed Muntari megszerezte Katar első világbajnoki gólját.[81] A világbajnokság történetében először fordul elő, hogy az aktuális Ázsia-, és Afrika-bajnok egymással találkozik (Katar 2019-ben nyerte meg az Ázsia-kupát, míg Szenegál 2022-ben lett az Afrikai nemzetek kupája győztese).
- A Hollandia–Ecuador mérkőzésen Enner Valencia lett az első dél-amerikai játékos a világbajnokságok történetében (és a negyedik játékos Eusébio, Paolo Rossi és Oleg Szalenko után), aki hat egymást követő alkalommal is gólt szerzett (a 2014-es vb-szerepléseit is beleszámolva).[82] Továbbá Louis van Gaal kilenc válogatott mérkőzése során, amelyet a kispadon töltött, egyszer se veszített el mérkőzést, tizenegyes párbajokat leszámítva.[83] Azzal, hogy a mérkőzés döntetlen lett, Katar lett az első csapat, ami kiesett a tornáról és az első házigazda, amely mindössze két forduló után biztosan kiesett a világbajnokságról.[84]
- Az Anglia–Egyesült Államok mérkőzés (0–0) volt az amerikai csapat első gól nélküli döntetlenje, míg az angol válogatott számára ez volt a 12. ilyen mérkőzés (ez a legtöbb az összes válogatott közül).[85]
- Az ausztrál Mitchell Duke Tunézia ellen lőtt gólja volt a torna 50. találata és az első olyan gól, amit egy olyan játékos szerzett, aki egy másodosztályú csapatban játszik.[86]
- Franciaország 2006 óta az első európai világbajnoki címvédő, aki kiharcolta a továbbjutást a csoportkörből.[87] Emellett Kylian Mbappé beérte Pelét azzal, hogy ő is 7 gólt szerzett 24 éves kora előtt a világbajnokságokon,[88] illetve utolérte Messit a torna örökranglistáján.[89]
- Messi az Argentína–Mexikó mérkőzésen 21. alkalommal lépett pályára a világbajnokságon, ezzel beérve Diego Maradonát.[90] Ezenkívül a játékos nyolcadik találatát szerezte meg a világbajnokságon.[91]
- Marokkó 1998 óta a Belgium elleni csoportmérkőzésen nyerte meg első világbajnoki mérkőzését.[92]
- A Horvátország–Kanada mérkőzésen a kanadai Alphonso Davies megszerezte a csapat történetének első világbajnoki gólját, ami egyben a torna leggyorsabb gólja is volt, 67 másodperccel a mérkőzés kezdete után találtak be.[93]
- Katar lett a világbajnokságok történetében a legrosszabbul teljesítő házigazda, miután az A csoportban nulla ponttal és egy rúgott góllal, illetve hét kapott góllal az utolsó helyen végzett.[94]
- Stéphanie Frappart francia játékvezető a Németország–Costa Rica mérkőzésen az első nő lett a világbajnokságok történetében, aki egy mérkőzésen játékvezetői feladatot látott el.[95] Asszisztensei, a brazil Neuza Back és a mexikói Karen Díaz Medina szintén hölgyek voltak, ami szintén újdonság.
- A D csoportban Tunézia első alkalommal győzött le egy európai válogatottat (Franciaország) a világbajnokságon. Továbbá Ghána, Szenegál és Marokkó után a negyedik afrikai csapat lett a tornán, amely győzni tudott (a tornák története során ennyi afrikai csapat nem nyert soha). A franciák kapusa, Steve Mandanda 37 évesen és 247 naposan a franciák legidősebb játékosaként lépett pályára a mérkőzésen.[96]
- Marokkó lett az első afrikai válogatott, amely 7 pontot szerzett a csoportkörök során és a 21. században először lett egy afrikai csapat a világbajnokság egyik csoportjának győztese. Ezenkívül már 18 afrikai gól esett és 21 pontot szereztek afrikai csapatok az idei tornán, amik rekordok.[97]
- Japánnak úgy sikerült legyőznie Spanyolországot, hogy a találkozón csak 18%-os volt a labdabirtoklásuk, ilyen kevés labdabirtoklással még egy csapat sem nyert világbajnoki mérkőzést. Rodri lett az első játékos, aki több mint 200 sikeres passzkísérletet hajtott végre egy mérkőzésen belül (215-ből 204 volt sikeres). Németország úgy esett ki a csoportjából, hogy ők produkálták a torna legtöbb várt gólját, vagy rövidebben xG-jét.[98]
- A Portugália–Dél-Korea mérkőzésen António Silva 19 évesen lett a vb-k történetének legfiatalabb portugál kezdőjátékosa. Cristiano Ronaldo pedig az első labdarúgó lett a futballtörténelemben, aki legalább 20 alkalommal lépett pályára Európa- és világbajnokságon is.[99]
- Brazília a Kamerun elleni vereség során először kapott ki a világbajnokságok története során afrikai válogatottól és 1998 óta először veszített el csoportmérkőzést (legutóbb Norvégiától szenvedett vereséget). Emellett Brazília az első válogatott lett, aki úgy végzett a csoportja első helyén, hogy a 4 válogatott közül a legkevesebb gólt szerezte.[100]
- Szerbia az első válogatott lett, aki a csoport utolsó helyén végzett úgy, hogy több gólt szerzett három ellenfelénél.
- 1994 óta először fordult elő, hogy egy csapat se nyerte meg mindhárom csoportmérkőzését.
- Dani Alves 39 évesen és 210 naposan a legidősebb brazil játékos lett a világbajnokságok történetében.[101]
- Hollandia az Amerikai Egyesült Államok elleni mérkőzést követően már sorozatban 20 találkozón nem kapott ki Európán kívüli válogatottól.[102]
- Kylian Mbappé lett az első játékos, aki 24 éves kora előtt 9 gólt lőtt a világbajnokságokon.[103]
- Ivan Perišić a tizedik gólját szerezte meg nagy tornákon, amivel ő lett a horvátok legsikeresebb góllövője, megelőzve Davor Šukert.[104]
- Neymar, Pelé és Ronaldo után a harmadik brazil játékos lett, aki három különböző világbajnokságon is gólt szerez.[105]
- Marokkó Spanyolország legyőzésével a válogatott történetében először jutott a negyeddöntőbe.[106]
- 2022. december 9-én először esett meg az 1980-as évek óta, hogy egy nap két mérkőzés is büntetőkkel dőlt el.
- Ezen a tornán először jutott afrikai és arab ország válogatottja az elődöntőbe.
- Ez a harmadik alkalom, hogy az elődöntőbe eljutott egy Európán és Dél-Amerikán kívüli válogatott, az Egyesült Államok (1930) és Dél-Korea (2002) után.
- Lionel Messi beállította Lothar Matthäus rekordját a legtöbb pályára lépésért a világbajnokságok történetében.[107]
- A döntőben Franciaország összesen hét játékosát cserélte le a 120 perc játékidő alatt (erre a 2x15 perc hosszabbítás, valamint az Adrien Rabiot agyrázkódás-gyanús sérülésénél érvénybe lépő újonnan hozott szabály adott lehetőséget), a 6 argentin cserejátékossal pedig összesen 13 változtatás történt a mérkőzésen. Mindkét adat történelmi rekord.
- Kylian Mbappé a második játékos lett, aki egy világbajnoki döntőben 3 gólt lőtt. Az első Geoff Hurst volt, 1966-ban.[108]
- A világbajnokságon összesen 172 gól született, ami új rekord − ez eggyel több, mint az eddigi 171 gólos csúcs, amelyet holtversenyben tartott az 1998-as és a 2014-es labdarúgó-világbajnokság.[109]

## Marketing

### Logó
A világbajnokság hivatalos emblémáját a portugál Brandia Central tervezte és 2019. szeptember 3-án mutatták be a Doha-toronynál, a Katara Kulturális Falu amfiteátrumában, a Msheireb Downtown Dohában és Zubarah-ban. A logó a trófeát, a végtelen jelét és a nyolcas számot jelképezi, ami a nyolc stadionra hivatkozik. A logón ezek mellett látható egy sál is, ami a téli megrendezésre utal. A hullámok pedig a dűnékre hivatkoznak.

### Kabala
A torna hivatalos kabaláját 2022. április 1-én mutatták be, a csoportkör sorsolása közben. La’eeb a neve, ami jelentése arabul „szupertehetséges játékos.” A FIFA hivatalos weboldalán a következő szerepel: „La’eeb fiatalos szelleméről lesz ismert, boldogságot és magabiztosságot fog terjeszteni, akármerre jár.” A weboldal szerint a kabala egy párhuzamos világból jön, ahol a világbajnokságok kabalái élnek, „egy világ, ahol az ötletek és a kreativitás adnak alapot a karaktereknek, akik mindenki elméjében élnek.”

### Labda
A világbajnokság hivatalos labdájának neve al-Rila és 2022. március 30-án mutatták be. Az ország kultúrája, építészete, hajói és zászlója inspirálta. Arabul a szó jelentése „az utazás.” A labda tervezése közben a fenntarthatóság volt a legfontosabb prioritás, amivel az első labda lett, amit vízalapú ragasztóval és festékekkel készítettek.
Az Adidas új technológiákat használt, hogy fejlesszék a labda sebességét és pontosságát.

### Hivatalos album
A világbajnokságnak hivatalos zenei albuma is volt. Az album első kislemeze a Hayya Hayya (Better Together), aminek előadói Trinidad Cardona, Davido és AISHA. A második dal 2022. augusztus 19-én jelent meg Arhbo címen, Gims és Ozuna előadásában.

## Vitás esetek
Több csoport és a sajtó is megkérdőjelezte, hogy Katar mennyire megfelelő az esemény megtartására, az emberi jogi problémák miatt, amelyek közé tartozott a munkások körülményei. A korrupciós vádak is gyakoriak voltak a pályázattal kapcsolatban, azt állítva, hogy Katar megvásárolta a világbajnokságot.

### Bevándorló munkások, rabszolgasági vádak és halálesetek
A bevándorló munkások helyzete 2013-ban jelentett először aggodalmat, mikor a The Guardian kiadott egy nyomozást, amely szerint több munkástól is megtagadták az ételt és az italt, elvették igazolványaikat és nem kapták meg fizetésüket, amellyel lényegében rabszolgák lettek. A The Guardian számítása szerint a világbajnokság rendezésének idejére, a kafala-rendszer reformja nélkül, a 2 millió emberből álló munkaerőből közel 4 ezren életüket veszthetik biztonsági problémák, illetve más, az építkezéshez kapcsolódó problémák miatt. Ezt a számítást 522 nepáli és 700 indiai munkás alapján számolták ki, akik 2010 óta meghaltak a munkálatok alatt. Közel 250 indiai munkás halt meg évente. Az indiai kormány azt mondta, hogy azt tekintve, hogy közel fél millió munkásuk dolgozik Katarban, ez egy nagyjából megszokott szám.
2015-ben a BBC négy újságíróját letartóztatták és két napig fogságban tartották, amiért megpróbáltak jelenteni a munkások helyzetéről. A riporterek a katari kormány vendégeként érkeztek az országba.
A The Wall Street Journal 2015 júniusában azt írta, hogy a Nemzetközi Szakszervezeti Szövetség szerint közel 1200 munkás meghalt, miközben a világbajnoksághoz kapcsolódó infrastruktúrán dolgozott, amelyre a katari kormány válasza az volt, hogy senki nem halt meg a munkálatok alatt. A BBC később azt mondta, hogy a 2011 és 2013 között elhunyt 1200 fő nem valós, mivel figyelembe veszi az összes nepáli és indiai munkást Katarban, nem csak azokat, akik a világbajnoksággal foglalkoztak. A legtöbb katari állampolgár nem végzi el a fizikai munkát, vagy alacsony szakismeretet kívánó munkákat, amelyet a bevándorló munkások elvégeznek, illetve felsőbbrendűnek tekintik őket a munkahelyeiken. Michael van Praag a Holland Királyi Labdarúgó-szövetség elnöke felkérte a FIFA Elnöki Bizottságát, hogy helyezzenek nyomást Katarra, hogy biztosítsanak jobb körülményeket munkásaiknak. Ezek mellett felszólította szövetséget, hogy ha bebizonyosodnak a korrupciós vádak, akkor indítsanak új szavazást a világbajnokságról.
2016 márciusában az Amnesty International azzal vádolta Katart, hogy kényszermunkát használnak, arra kényszerítve a munkásokat, hogy rossz körülmények között éljenek, visszatartva tőlük fizetésüket és útlevelüket. Ezek mellett megvádolta a FIFA-t, hogy nem próbálta meg megakadályozni a stadion megépítését, amelynek az alapkövei „sértik az emberi jogokat.” A bevándorló munkások azt mondták az Amnestynek, hogy szóbeli zaklatásban és fenyegetésekben részesülnek, miután panaszkodnak fizetésük hiányáról, amelyet több hónapig nem kaptak meg. A 2015-ös nepáli földrengést követően sok munkásnak meg se engedték, hogy elhagyják az országot és meglátogassák családjukat.
2017 októberében a Nemzetközi Szakszervezeti Szövetség (ITUC) azt mondta, hogy Katar aláírt egy megegyezést, hogy jobbá tegyék 2 millió bevándorló munkásuk helyzetét az országban. Az ITUC szerint ez jobbá tenné a rendszert, amelyben dolgoznak, véget vetve a kafala-rendszernek. A megegyezésnek része ezek mellett, hogy a munkáltató nem állíthatja meg a munkásokat, hogy elhagyják az országot vagy munkát váltsanak.
2019 februárjában az Amnesty International megkérdőjelezte, hogy Katar ténylegesen véghez fogja-e vinni a megígért változtatásokat a világbajnokság kezdetéig. Az Amnesty International kutatása szerint zaklatás még mindig probléma volt az építkezések során.
2019 májusában a Daily Mirror nyomozása alapján kiderült, hogy közel 28 ezer munkás havi 750 riált keres, amely nagyjából 64 ezer forintnak felel meg (2021-ben) havonta és óránként 410 forintnak, egy 48 órás munkahéten.
A Hendriks Graszoden, a 2006-os világbajnokság és a 2008-as, illetve 2016-os Európa-bajnokság gyepbeszállítója nem volt hajlandó együttműködni a FIFA-val a 2022-es világbajnokságon az emberi jogok megsértése miatt.
2020 áprilisában a katari kormány 824 millió dollárnyi összeget juttatott bevándorló munkásainak, hogy azzal kifizesse fizetésüket, amíg karanténban kell lenniük, vagy felépülnek a Covid19-betegségből.
2020 augusztusában a katari kormány bejelentette, hogy minden munkásuknak 1000 riál (85 ezer forint) lesz a minimálbére, amelyet a korábbi 750 riálról emeltek meg. 2021 márciusában léptek életbe a törvények. A Nemzetközi Munkaügyi Szervezet azt mondta, hogy „Katar az első ország a régióban, amely bevezetett nem diszkrimináló minimálbért, amely része egy fontos, történelmi reformsorozatnak az ország munkatörvényiben,” míg a Migrant Rights kampánycsoport azt mondta, hogy a bér túl alacsony volt, hogy eleget tegyen a munkások szükségleteinek a magas katari megélhetési költségekhez képest. Ezek mellett a munkaadóknak fizetniük kell 300 riált ételre és 500-at lakhatásra, ha ezeket nem szolgáltatják közvetlenül a munkavállalóknak. Eltávolították a kafala-rendszert és szerződési alapú rendszer alakult ki az országban.

### Novemberi és decemberi időzítés
A katari éghajlat miatt problémát jelentett a világbajnokság júniusi és júliusi megtartása. 2013 októberében kezdtek el más lehetőségek után kutatni. 2015. február 24-én a FIFA Task Force beadta javaslatát a világbajnokság új időpontjára, november végétől december végéig, hogy elkerüljék a nyári meleget május és szeptember között, illetve a 2022-es téli olimpia és a ramadán időpontját, februárban, illetve áprilisban.
A torna novemberi megrendezése aggodalmat jelentett a labdarúgás világában, mivel több hazai bajnokság időpontjával is egybe esik, többek között a legtöbb európaival. Ezek mellett egy időben lenne a nyugati karácsonyi időszakkal és az is problémát jelenthet, hogy rövidebbnek kell lennie a tornának, mint máskor. Theo Zwanziger, a FIFA elnöki bizottságának tagja azt mondta, hogy odaadni a 2022-es világbajnokságot Katar sivatagi államának „egyértelmű hiba.” Frank Lowy az Osztrák Labdarúgó-szövetség elnöke azt nyilatkozta, hogy ha a 2022-es világbajnokságot novemberben rendezik, ami megszakítaná az A-League menetrendjét, ő kompenzációt fog kérni a FIFA-tól. Richard Scudamore, az angol Premier League elnöke pedig azt mondta, hogy jogi lépéseket fognak tenni a FIFA ellen, mert a világbajnokság egybe esne az angol bajnokság népszerű karácsonyi és újévi menetrendjével. 2015. március 19-én a FIFA hivatalosan is bejelentette, hogy a döntőt december 18-án fogják rendezni.

### Alkoholfogyasztás
Eredetileg Katar bejelentette, hogy az alkoholfogyasztást is engedélyezni fogják, de nem nyilvános helyeken. Ennek ellenére két nappal a torna kezdete előtt, 2022. november 18-án a FIFA bejelentette, hogy a sörárus pontokat a stadionok környékéről el fogják távolítani, ami nem egyezett meg a katari pályázatban leírtakkal. Ezt kifejezetten azért kritizálták, mert a szervezet korábban már kényszerítette arra házigazdáit, mint például Brazíliát, hogy megváltoztassák törvényeiket az alkoholfogyasztás engedélyezésére.

### Korrupció
Katar nyomás alá került a világbajnoksági rendezés megnyerését követően, amelynek megszerzésében nagy szerepet játszott Mohammed bin Hammám. A katari pályázat egyik korábbi szervezőjének vádjai szerint több afrikai hivatalnok is 1.5 millió dollárt kapott Katartól. Később visszavonta vádjait, majd azt nyilatkozta, hogy a katari pályázat vezetői kényszerítették erre. 2014 márciusában kiderült, hogy a CONCACAF korábbi elnöke, Jack Warner és családja közel 2 millió dollárt kapott egy cégtől, amely közeli kapcsolatban állt a katari kampánnyal. Az FBI jelenleg is nyomozik az ügyben.
A FIFA hat főszponzorából öt, a Sony, az Adidas, a Visa, a Hyundai és a Coca-Cola is felszólította a labdarúgó-szövetséget, hogy indítson nyomozást a vádakkal kapcsolatban. A The Sunday Times nyilvánosságra hozott vesztegetéssel és lefizetéssel kapcsolatos vádakat, több millió kiszivárgott dokumentum alapján. Jim Boyce, a FIFA alelnöke azt nyilatkozta, hogy ő támogatja a világbajnokság áthelyezését, ha bebizonyítják a korrupciós vádakat. A FIFA nyomozása szerint Katar nem tett semmi rosszat. Az állítások ellenére, Katar azt nyilatkozta, hogy a vádak oka mindössze irigység és bizalmatlanság, míg Sepp Blatter szerint a brit sajtó rasszizmusa állt mögötte.
A 2015-ös FIFA-korrupciós ügyben svájci hivatalnokok, akik a Szövetségi Igazságügyi Minisztérium információi alapján dolgoztak, letartóztattak több magas rangú FIFA-dolgozót is Zürichben. Ezek mellett lefoglaltak dokumentumokat és elektronikus eszközöket is a FIFA központjából. A letartóztatások folytatódtak az Egyesült Államokban is, ahol razziát tartottak több FIFA-épületben is. A letartóztatásokat 150 millió dolláros vesztegetések és korrupciós vádak alatt tették.
2015. június 7-én Fedra Almádzsíd, a katari pályázat sajtófőnöke azt mondta, hogy a vádak miatt lehet, hogy nem Katarban fogják tartani a világbajnokságot. Ugyanezen a napon megjelent egy interjú Domenico Scalával is, aki azt mondta, hogy „ha van rá bizonyíték, hogy a katari és az orosz pályázatok megvásárolt szavazatok miatt nyertek, elvehetjük tőlük a rendezés jogát.”

### Katari diplomáciai krízis
2017. június 5-én Szaúd-Arábia, Egyiptom, Bahrein, az Egyesült Arab Emírségek és Jemen is megszakította diplomáciai kapcsolatát Katarral, miután azzal vádolták az országot, hogy destabilizálják a régiót és terrorista csoportokat támogatnak. Szaudi-Arábia, Jemen, Mauritánia, az Egyesült Arab Emírségek, Bahrein és Egyiptom egy nyílt levélben arra kérte a FIFA-t, hogy válasszanak új rendezőt Katar helyett és az országot a „terrorizmus egy bázisa”-nak nevezték. 2017 októberében Dzaí Halfán Támim főparancsnok, a Dubaji Rendőrség és Általános Biztonság helyettes vezetője a Twitteren a következőt írta a krízisről: „Ha a világbajnokság elhagyja Katart, Katar krízise véget fog érni... Mert a krízis azért történt, hogy kibújjanak alóla.” Több cikkben is azt lehetett olvasni, hogy a szaúdiak által vezetett Katar elleni blokádot csak azért vezették be, mert ők rendezték a világ legnagyobb labdarúgó-eseményét. Dzaí Halfán a következőt írta válaszként a tweetjével kapcsolatban létrejött média: „Azt mondtam, hogy Katar hozta létre ezt a krízist [...], hogy kibújhasson a drága sportlétesítmények felépítése alól, amelyek szükségesek a világbajnoksághoz.” Anvár Halfán, az Egyesült Arab Emírségek külügyi minisztere azt nyilatkozta, hogy Dzaí Halfánt félreértették a médiában és tisztázta, hogy, ha Katar megtartja a 2022-es világbajnokságot, akkor „el kellene utasítani azokat a politikai lépéseket, amelyek szélsőségeseket és terrorizmust támogatnak.”

### Orosz részvétel
2019. december 9-én a Doppingellenes Világszervezet eltiltotta az orosz csapatokat négy évre az összes nagy sporteseménytől, miután kiderült, hogy az Orosz Doppingellenes Ügynökség nem adott át eredményeket vizsgáló szerveknek. Az orosz válogatott még mindig részt vehetett a selejtezőkön, mivel az eltiltás csak a világbajnokság végső szakaszára vonatkozott. A Világszervezet döntése alapján nem vehetett részt olyan csapat a tornán, amely az orosz zászlót és az orosz himnuszt használta, míg a tiltás életben van. A Sportdöntőbíróságon fellebbezték a döntést, majd 2020. december 17-én az orosz csapatokat hivatalosan is eltiltották minden világtornától 2022. december 16-ig, amely a Doppingellenes Világszervezet megfigyelése alatt van. Ez a harmadik helyért játszott mérkőzés előtti napra esett volna.
Az orosz részvétel még nagyobb veszélybe került, miután az ország megtámadta Ukrajnát 2022-ben. Február 24-én az Oroszország útjában álló három nemzeti válogatott, a cseh, a lengyel és a svéd, bejelentette, hogy nem hajlandóak Oroszországban mérkőzéseket játszani. A bojkottot Lengyelország és Svédország meghosszabbította február 26-ra eső mérkőzésekre, amely példát Csehország is követett egy nappal később.
2022. február 27-én a FIFA bejelentett több szankciót is Oroszországgal szemben, amelyek a nemzetközi labdarúgásban lévő részvételükkel kapcsolatban születtek. Oroszországot eltiltották a nemzetközi tornák megrendezésétől és elrendelték, hogy az orosz csapat csak semleges helyszíneken, zárt ajtók mögött játszhassák le mérkőzéseiket. A szankciók értelmében Oroszország nem játszhat saját nevét, zászlaját vagy himnuszát használva. Az olimpiához hasonlóan az orosz válogatott nem az ország neve, hanem az Orosz labdarúgó-szövetség (RFU) jelzéssel vett volna részt. Ezt követően másnap a FIFA úgy döntött, hogy eltiltja Oroszországot és az orosz csapatokat az összes nemzetközi tornától, beleértve a 2022-es labdarúgó-világbajnokságtól is.

### LMBT-jogok
A kérdéses esetek között voltak az LMBT szurkolók jogai is, tekintve, hogy a homoszexualitás illegális Katarban és a muszlimokat halálbüntetésben is részesíthetik érte. Miután Katart választották házigazdának, Blatter azt mondta egy újságírónak, hogy a meleg résztvevőknek „tartózkodniuk kéne bármiféle szexuális aktivitástól.” Bocsánatot kért kijelentésért és elmondta, hogy a FIFA nem tolerált semmiféle diszkriminációt: „azt akarjuk, hogy megnyissuk a labdarúgást mindenkinek, minden kultúrának és ezt tesszük 2022-ben.” 2013-ban Hasszán al-Szavádi kijelentette, hogy mindenkit várnak 2022-ben Katarban, de azt kérte, hogy nyilvánosan ne mutassák ki érzéseiket az emberek, hiszen azok „nem a kultúránk része.”
2021 novemberében, Josh Cavallo ausztrál labdarúgó, aki nyíltan vállalja, hogy meleg, azt mondta, hogy félne Katarba utazni, hogy játsszon. Nasszer al-Háter, a torna szervezőbizottságának elnöke kijelentette, hogy Cavallót „szívesen látnák” az országban.
2020 decemberében Katar engedélyezte a szivárványzászlókat és az LMBT szimbólumokat a 2022-es világbajnokságra. Ennek ellenére 2022 áprilisában a szervezés egyik tisztviselője azt nyilatkozta, hogy el tervezik venni a szivárványzászlókat a résztvevőktől, állítólag azért, hogy megvédjék őket az esetleges összeütközésektől az LMBT-ellenes rajongókkal. Mindössze egy nappal a világbajnokság kezdete előtt a FIFA betiltotta a One Love feliratú csapatkapitányi karszalagokat, amiket több ország is viselt volna szolidaritásként az LMBT-közösséggel.

### Irán befolyása

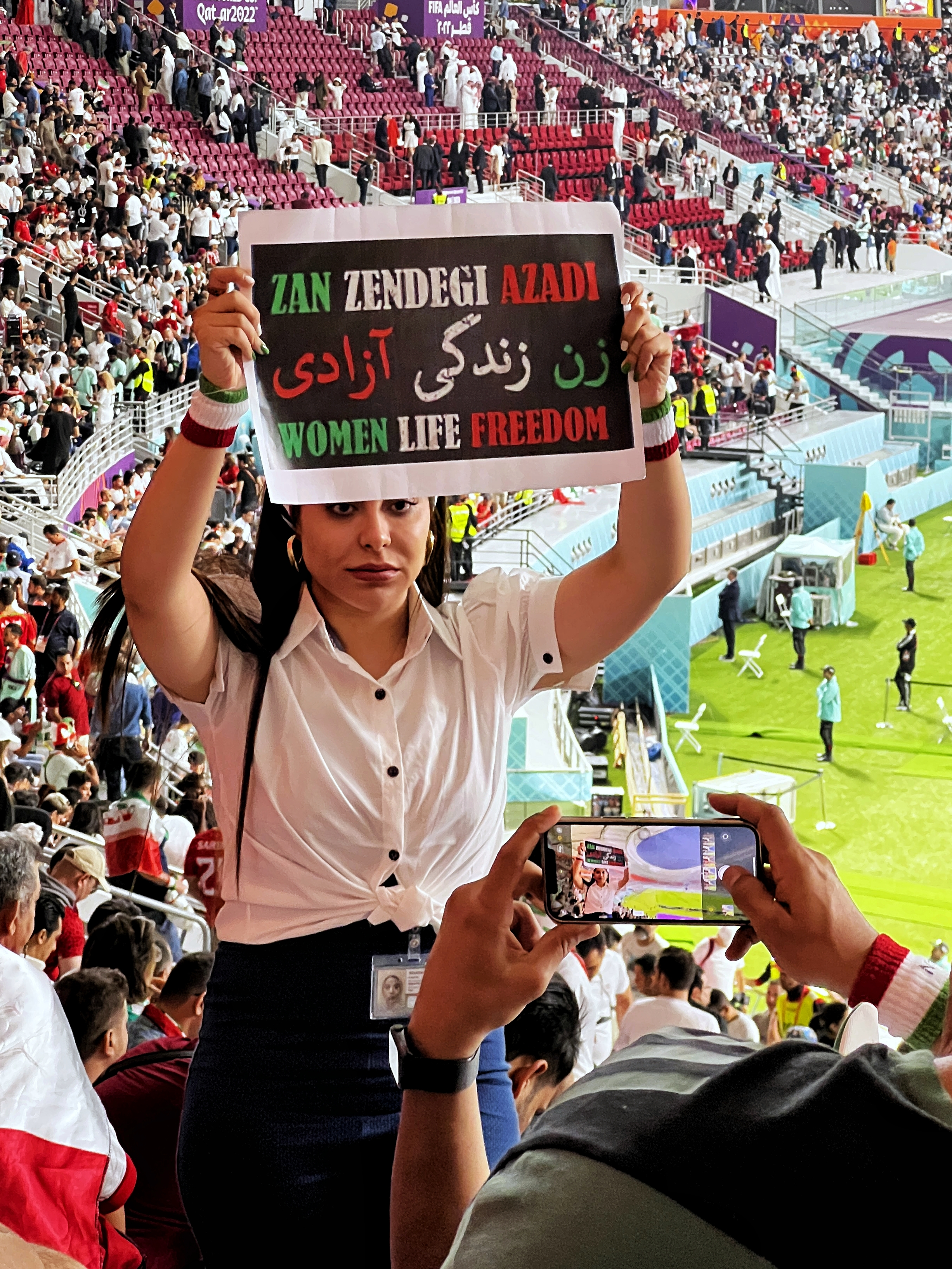
Iráni nő a világbajnokságon „Nők, Élet, Szabadság” feliratú táblával

2022 novemberében kiderült, hogy Irán kormánya azon dolgozott katari tisztviselőkkel, hogy segítsék a kormányellenes demonstrációk elnyomását a tornán, a Mahsza Amíni-tüntetések következtében. Kiszivárgott hangfelvételek és dokumentumok alapján biztos volt, hogy a két ország tisztviselői megbeszélték az esetleges tüntetők kezelését.
2022 novemberében Katar visszavonta egy londoni székházú iráni csatorna, az Iran International újságíróinak vízumait, akikről ismert volt, hogy kritikusak az iráni kormánnyal szemben és a világbajnokságról közvetítettek volna. 2022. november 21-én, a B csoport első mérkőzésén, amit Irán és Anglia játszott, a rendezők megpróbálták megakadályozni olyan iráni rajongók bejutását a stadionba, akik kormányellenes szlogeneket viseltek pólóikon vagy táblákon. Ezek közé tartoztak a „Nők, Élet, Szabadság” feliratú pólók, Irán régi zászlói vagy bármi, amin szerepelt Mahsza Amíni neve. Ez tovább folytatódott Irán összes csoportmérkőzésén. Amellett, hogy eltávolítottak rajongókat a stadionokból, azt is megpróbálták megakadályozni, hogy felvételek készüljenek a tüntetésekről. Egy esetben a katari rendőrség letartóztatott egy dán újságírót, aki videót készített tüntető iráni rajongókról.

## Szponzorok
| FIFA-partnerek                                                                        | FIFA Világbajnokság-szponzorok                                                                      | Afrika és Közel-Kelet                 | Észak-Amerika                             | Dél-Amerika            |
| ------------------------------------------------------------------------------------- | --------------------------------------------------------------------------------------------------- | ------------------------------------- | ----------------------------------------- | ---------------------- |
| - Adidas - Coca-Cola - Hyundai–Kia - Qatar Airways - QatarEnergy - Visa - Wanda Group | - Anheuser-Busch InBev - Byju’s - Crypto.com - Hisense - McDonald’s - Mengniu Dairy - TikTok - Vivo | - GWC Logistics - Ooredoo - QNB Group | - Algorand - The Look Company - Frito-Lay | - Claro - Nubank - UPL |

## Közvetítési jogok
| - Albánia – RTSH - Argentína – TyC Sports - Ausztrália – SBS - Ausztria – ORF - Azerbajdzsán – İTV - Belgium – VRT, RTBF - Bolívia – Unitel - Bosznia-Hercegovina – BHRT - Brazília – TV Globo, SporTV - Brunei – Kristal-Astro - Bulgária – BNT - Ciprus – CyBC - Costa Rica – Teletica - Csehország – ČT - Curaçao – TV Direct 13 - Dánia – DR, TV 2 - Dél-afrikai Köztársaság – SuperSport - Dél-Korea – SBS, KBS, MBC - Ecuador – Teleamazonas - Egyesült Államok – Fox, Telemundo - Egyesült Királyság – BBC, ITV - Észak-Macedónia – MRT - Észtország – ERR - Európai Unió – Európai Műsorsugárzók Uniója (37 országban) - Fehéroroszország – BTRC - Fekete-Afrika – SuperSport, New World TV - Finnország – Yle, MTV3 - Franciaország – TF1, beIN Sports - Fülöp-szigetek – TAP DMV - Grúzia – GPB - Görögország – ANT1 | - Guatemala – TV Azteca, Tigo Sports - Hollandia – NOS - Horvátország – HRT - Honduras – Televicentro - Hongkong – PCCW - India – Viacom18 - Indiai szubkontinens, Pakisztán kivételével – Viacom18 - Indonézia – Klikdaily, Emtek - Írország – RTÉ - Izland – RÚV - Izrael – IPBC - Japán – Dentsu - Kajmán-szigetek – Logic - Kambodzsa – TVK - Kanada – CTV, TSN, RDS - Karib-térség – SportsMax - Kazahsztán – Kazakh TV - Kína – CCTV - Kolumbia – Caracol Televisión, RCN Televisión - Koszovó – RTK - Közép-Ázsia – Saran Media - Közel-Kelet és Észak-Afrika – beIN Sports - Latin-Amerika – Vrio Corp. - Lengyelország – TVP - Lettország – LTV - Liechtenstein – SRG SSR - Litvánia – LRT - Luxemburg – RTL Group - Makaó – beIN Sports - Malajzia – Astro, RTM - Málta – PBS - Magyarország – MTVA | - Mexikó – Televisa, Sky México, TUDN, TV Azteca - Moldova – TRM - Montenegró – RTCG - Németország – ARD, ZDF, Deutsche Telekom - Norvégia – NRK, TV 2 - Olaszország – RAI - Örményország – ARMTV - Oroszország – Pervij Kanal, VGTRK, Match TV - Pakisztán – ARY Digital Network - Panama – RPC, TVN - Paraguay – TyC Sports, Tigo Sports - Peru – Latina - Portugália – RTP - Románia – TVR - Salvador – TCS - Spanyolország – Mediapro - Suriname – SCCN, STVS - Svájc – SRG SSR - Svédország – SVT, TV4 - Szenegál – RTS - Szerbia – RTS - Szlovákia – RTVS - Szlovénia – RTV - Tajvan – ELTA - Törökország – TRT - Trinidad és Tobago – CNC3 - Új-Zéland – Sky Sport - Ukrajna – Suspilne - Uruguay – ANTEL, Canal 4, Canal 10, Teledoce, TyC Sports - Üzbegisztán – MTRK - Venezuela – Televen |